# Chioggia
Chioggia ['kjɔd:dʒa] est une ville italienne, d'environ 52 000 habitants située dans la province de Venise en Vénétie, dans le nord-est de l'Italie.

## Géographie
Chioggia est une ville côtière, située sur une petite île, à l'entrée sud de la lagune de Venise, dans la plaine du Pô et au nord du delta du Pô, à vingt-cinq kilomètres environ de Venise à vol d'oiseau, soit cinquante par la route. L'île historique et Sottomarina sont reliées entre elles et à la côte par des ponts.

### Géologie
L'île de Chioggia et Sottomarina a été formée par les alluvions du fleuve Bacchiglione avant que celui-ci ne soit détourné, conjointement au fleuve Brenta, par le canal Pontelongo vers le sud de la cité jusque dans l'Adriatique.
Avec Cavallino-Treporti, Lido et Pellestrina, Sottomarina forment le cordon littoral de la lagune de Venise.

### Le port
Chioggia est un port de pêche et un port marchand débouchant sur la mer Adriatique. D'une largeur de 400 mètres, c'est l'un des trois ports de la lagune avec Malamocco et Lido-San Nicolò concerné par le Projet Mose de sauvegarde de la lagune.

### Accès
Au sud, la limite de Chioggia est marquée par l'embouchure commune aux fleuves Brenta et Bacchiglione.
- L'accès terrestre à la cité se fait par la Roméa, route S309 qui relie Ravenne à Mestre.
- L'accès maritime se fait par vaporetto de Chioggia à Pellestrina, puis par bus jusqu'au Lido de Venise et enfin par vaporetto jusqu'à Venise (place Saint-Marc).
- Liaisons maritimes estivales par bateaux vers la Croatie.

## Histoire

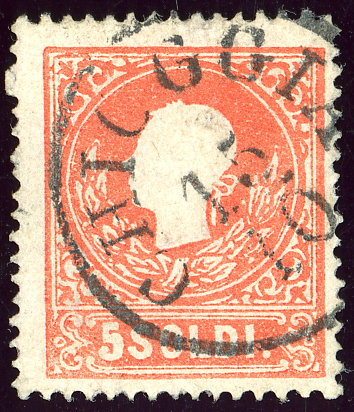
Timbre du royaume lombardo-vénitien de 1859, 5 soldi oblitéré à Chioggia.

Bien que sans grande importance à l'époque, elle est mentionnée par Pline l'Ancien, comme Fossa Clodia. Elle fut détruite par Pépin d'Italie, au IXe siècle, mais reconstruite autour de l'activité des marais salants. Elle est connue à l'époque comme Clugia major, Clugia minor désignant le banc de sable six cents mètres plus loin dans l'Adriatique, abandonné depuis 1370, mais où sera par la suite construit Sottomarina.
Au XIVe siècle, elle fut le théâtre de la lutte entre Venise et Gênes, au cours de la guerre portant son nom. Par la suite, bien qu'autonome, elle fut toujours subordonnée à Venise.
Chioggia fait partie de la république de Venise jusqu'en 1797, quand elle est conquise par les troupes de Napoléon Bonaparte.
Après le traité de Campo-Formio, en 1798, la ville est cédée à l'empire d'Autriche.
Conformément aux dispositions du congrès de Vienne (1815), la ville fait partie de la monarchie autrichienne (royaume lombardo-vénitien), gouvernement de Vénétie, jusqu'en 1866, quand elle est intégrée à l'État italien naissant après la troisième guerre d'indépendance.
Malgré les revers militaires subis par les forces italiennes, à l'exception notable des troupes de Garibaldi grâce à une alliance avec la Prusse, le gouvernement autrichien est contraint de céder la Vénétie.
Au cours de la Seconde Guerre mondiale la ville est menacée par les bombardements de l'aviation alliée. C'est seulement grâce à une révolte des citoyens que les nazi-fascistes sont arrêtés le 27 avril 1945 et la ville libérée par les forces alliées.

## Monuments et patrimoine
Chioggia constitue une réplique miniature de Venise, avec quelques canaux, dont le principal est le canal Vena, et des rues étroites caractéristiques, les calli, les trois autres canaux sont le canal Lusenzo, le canal Lombardo et le canal San Domenico.
- Le pont Vigo, le plus beau et artistique des neuf ponts qui enjambent le canal Vena. Construit en pierre en 1685 pour remplacer celui en bois détruit durant la guerre de Chioggia de 1378. Ce pont, comparé au pont du Rialto de Venise, marque l’entrée dans la lagune et conduit à la place Vigo (piazza Vigo) dominée par une colonne de marbre grecque surmontée d’un chapiteau byzantin du XIIe siècle sur lequel se dresse le majestueux lion, symbole de la puissance de Venise.
- La piazza del Popolo (place du peuple), centre de la cité, où l’on peut admirer la façade baroque et le campanile vénéto-byzantin du XIIe siècle de l’église Sant’Andrea. Sur cette même place le Grenier, construction comprenant un étage soutenu par 64 colonnes, témoigne du passé commercial de la cité.
- La cathédrale Santa Maria Assunta, la principale église de la ville.
- L’église de la Trinité de 1528, l’église San Francesco de 1454, l’église San Martino de 1392, l’ancien Mont-de-piété de 1485, la Porte Garibaldi, le Musée civique de la lagune sud dans l'ancienne église San Francesco fuori le Mura.
- La plage de sable fin de Sottomarina, longue de 10 km et large, en certains points, de 300 mètres.

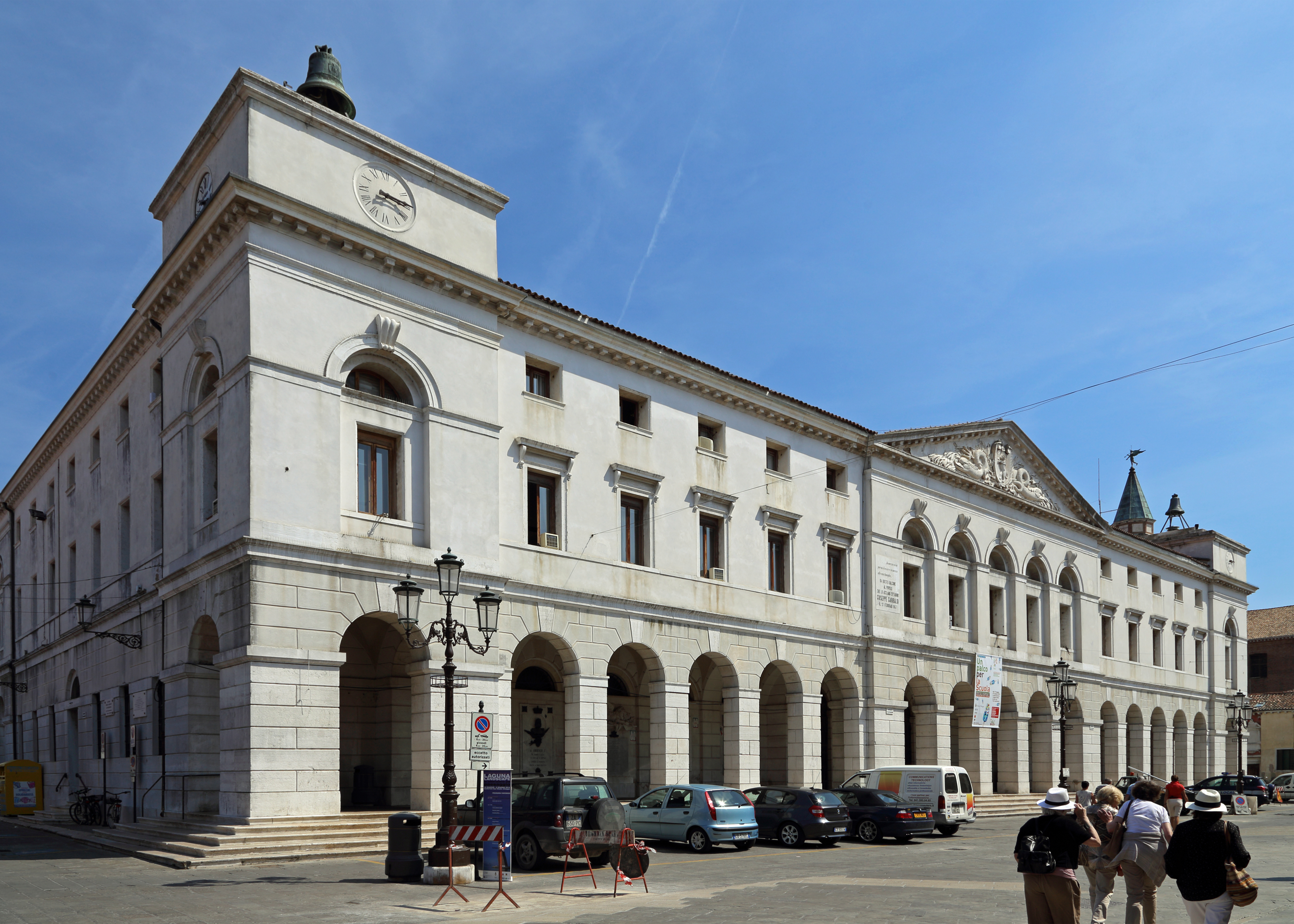
L'hôtel de Ville (Palazzo Municipale)
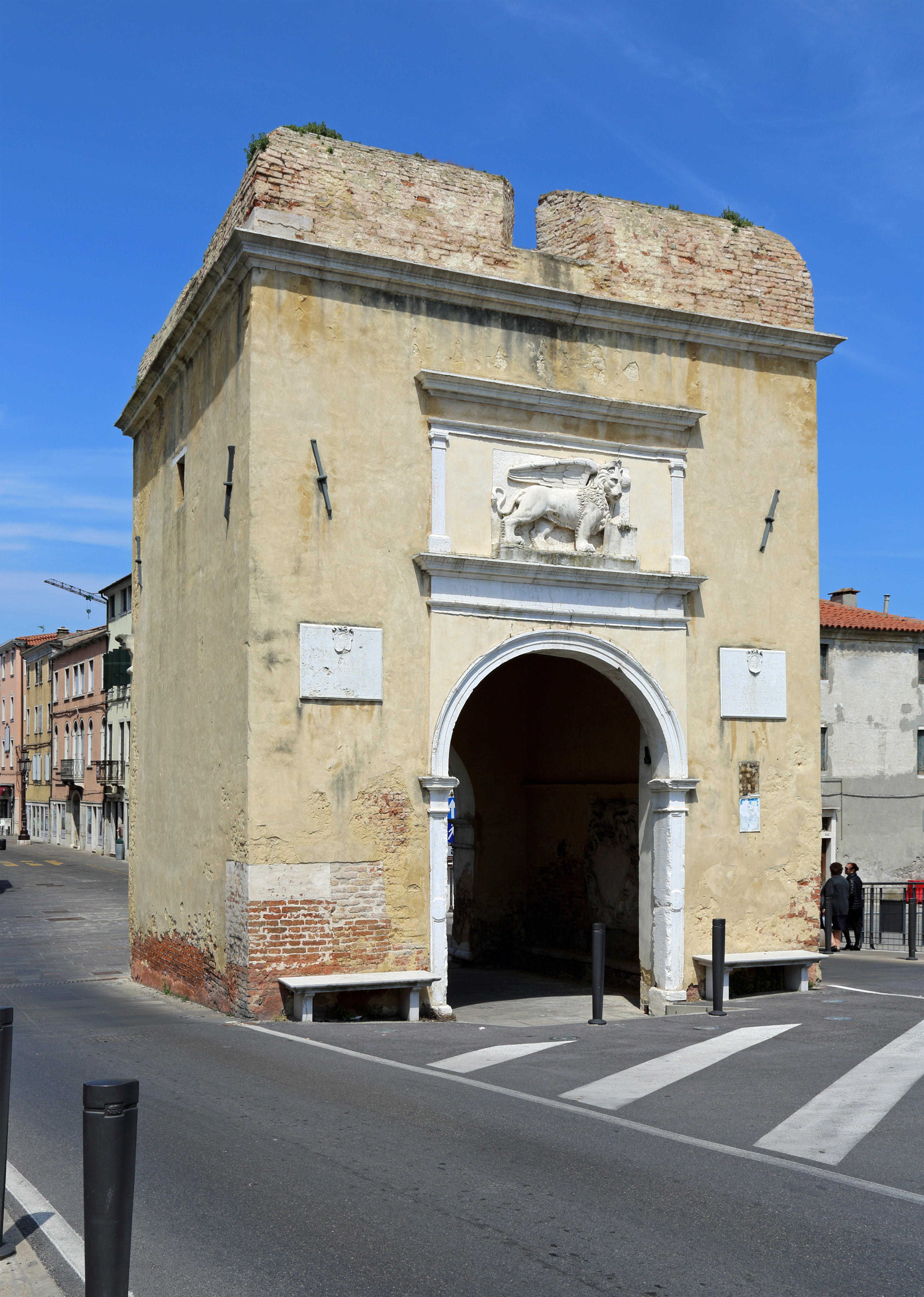
La Porta di Santa Maria ou Porta Garibaldi
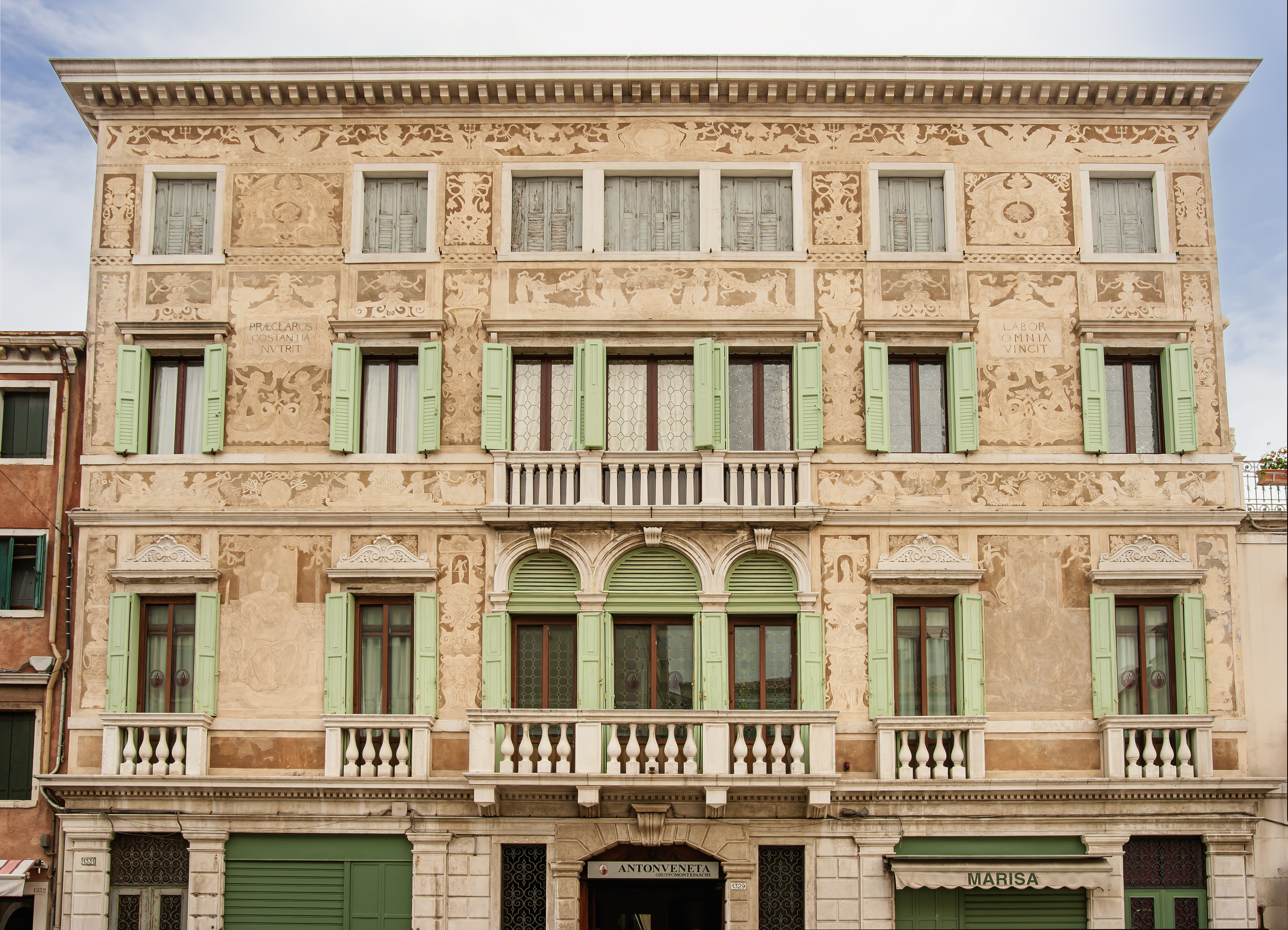
Palais  Corso del Popolo,
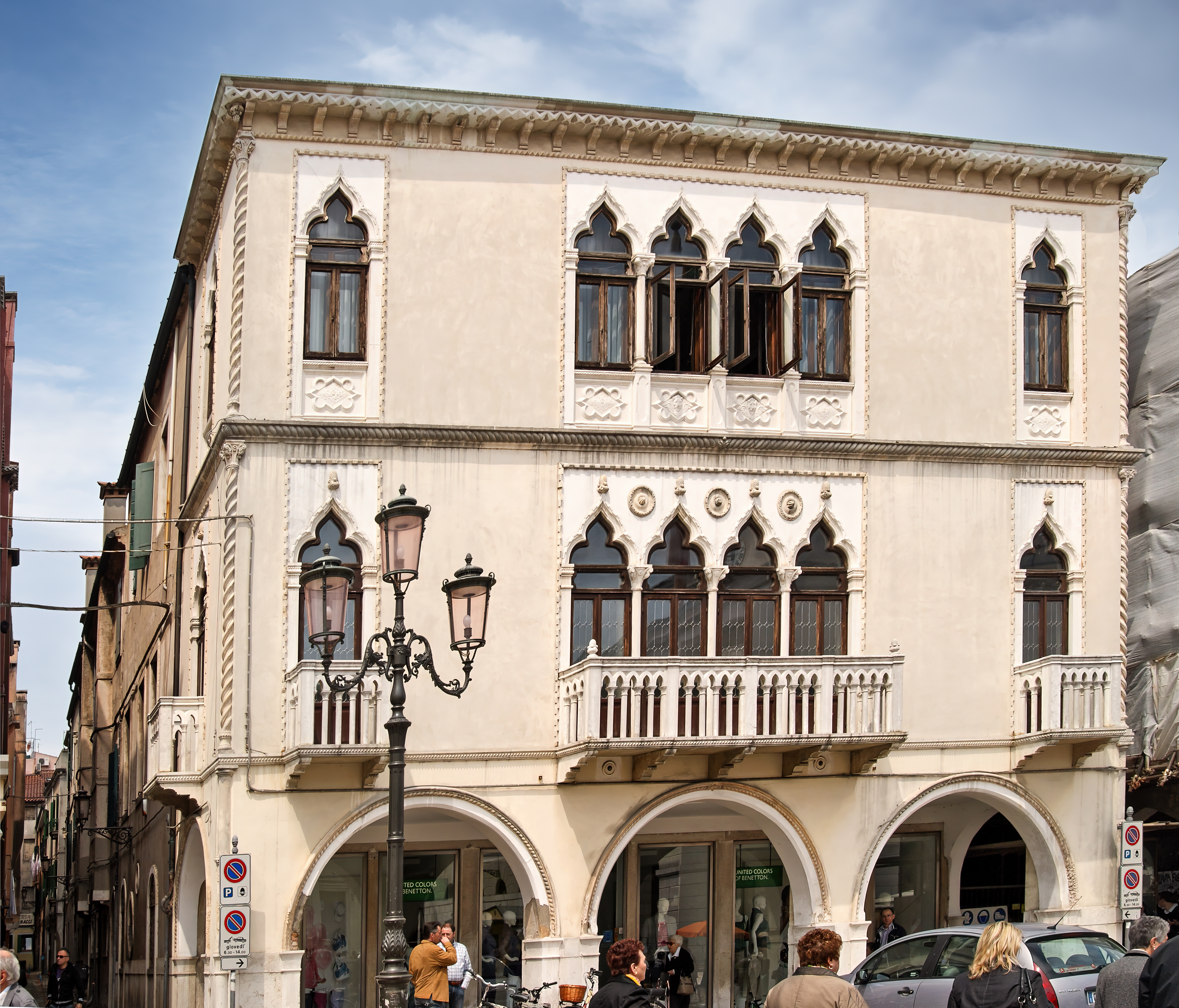
Palazzo Penzo par Aristide Naccari
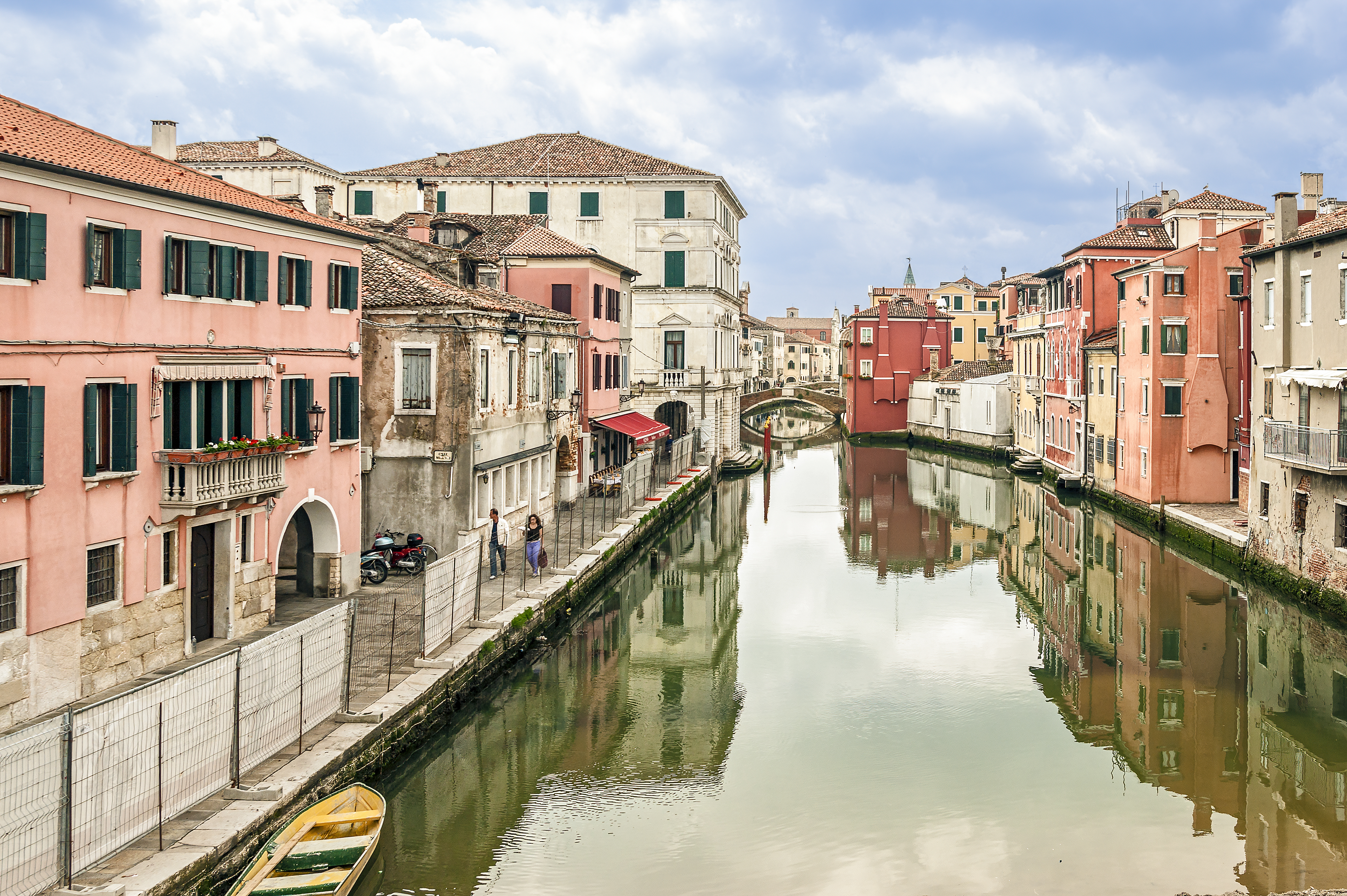
Le canal Vena
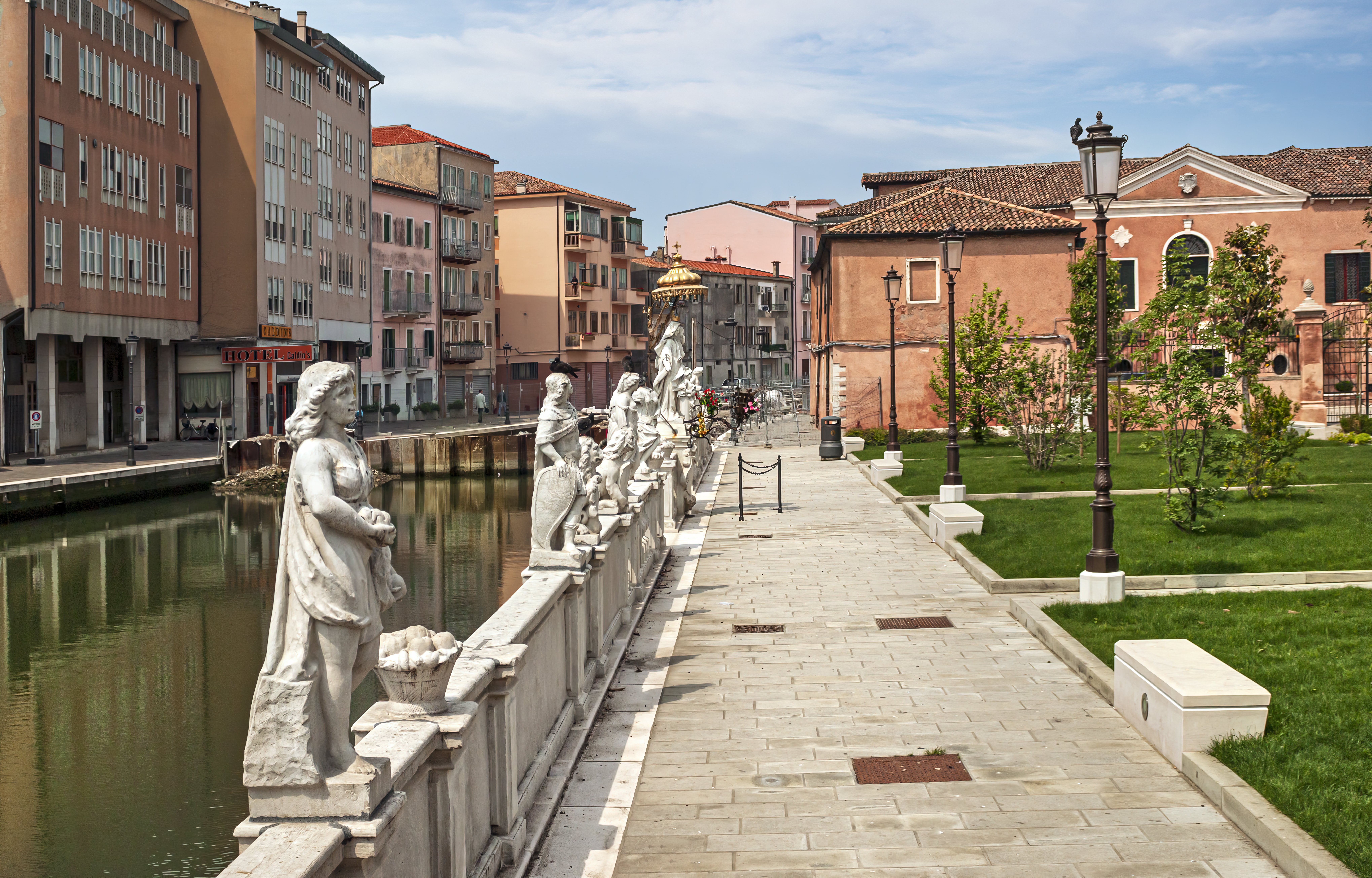
Piazale et Canale Perotolo
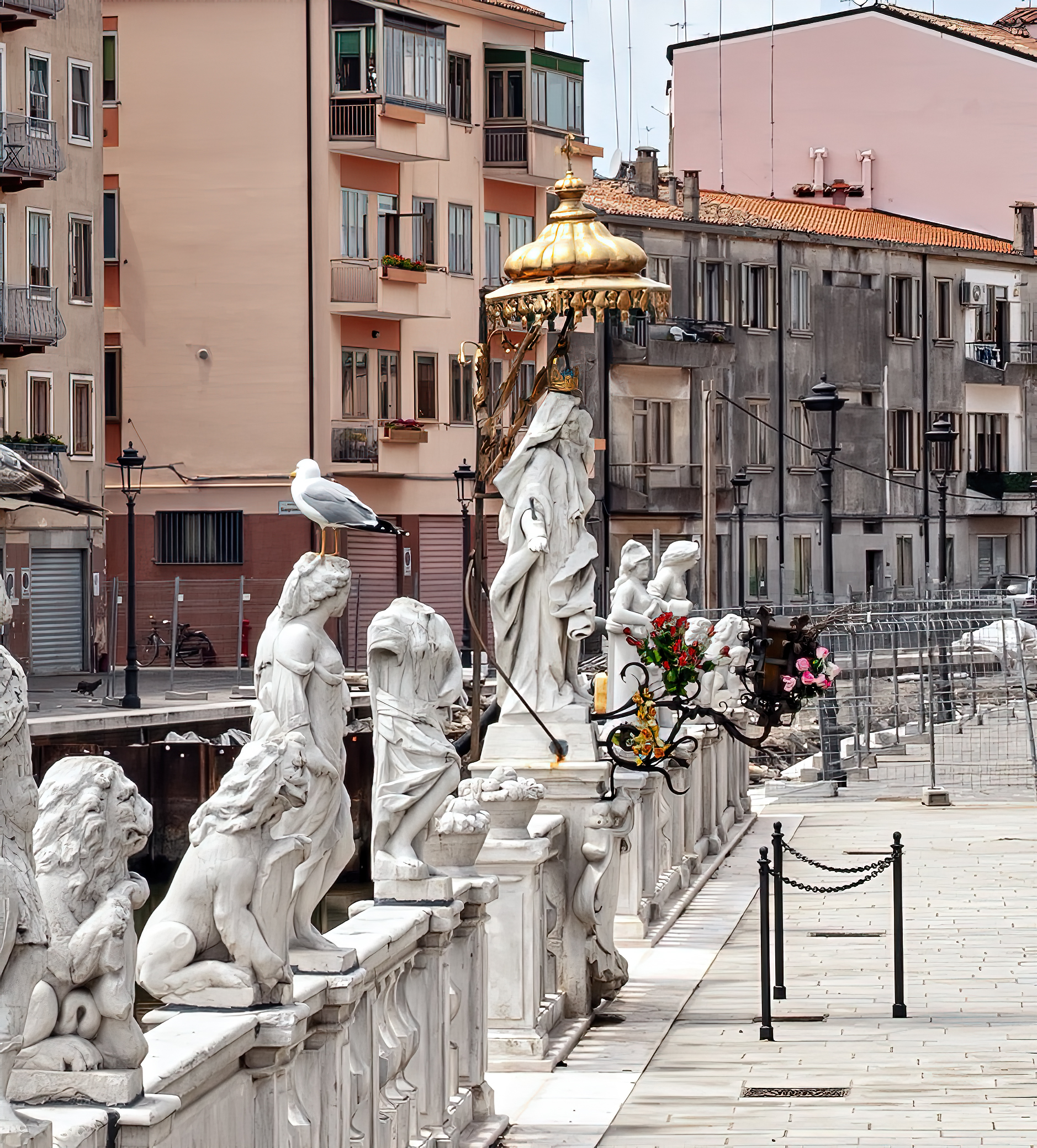
Refugium peccatorum
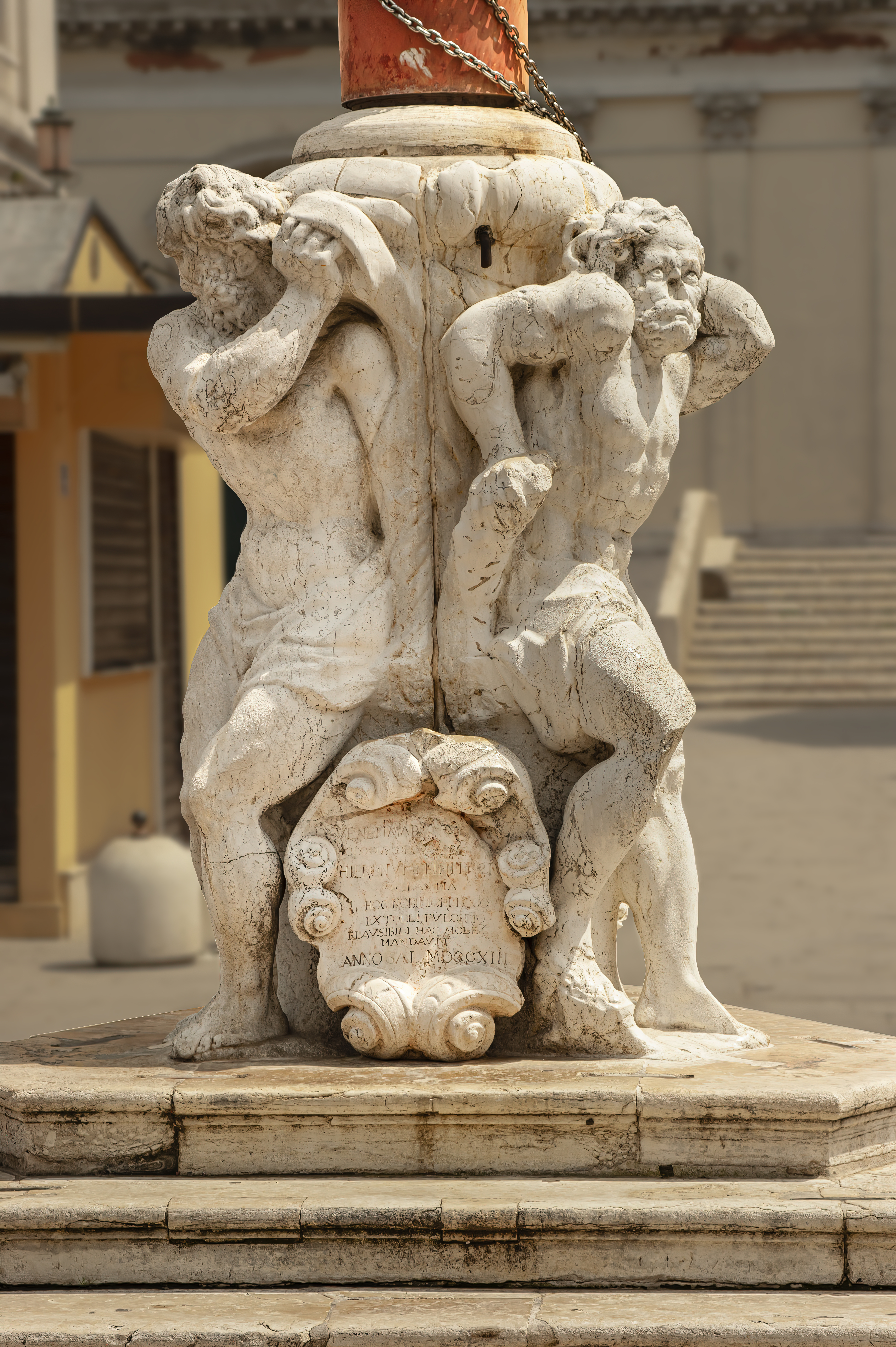
Télamons Corso del Popolo
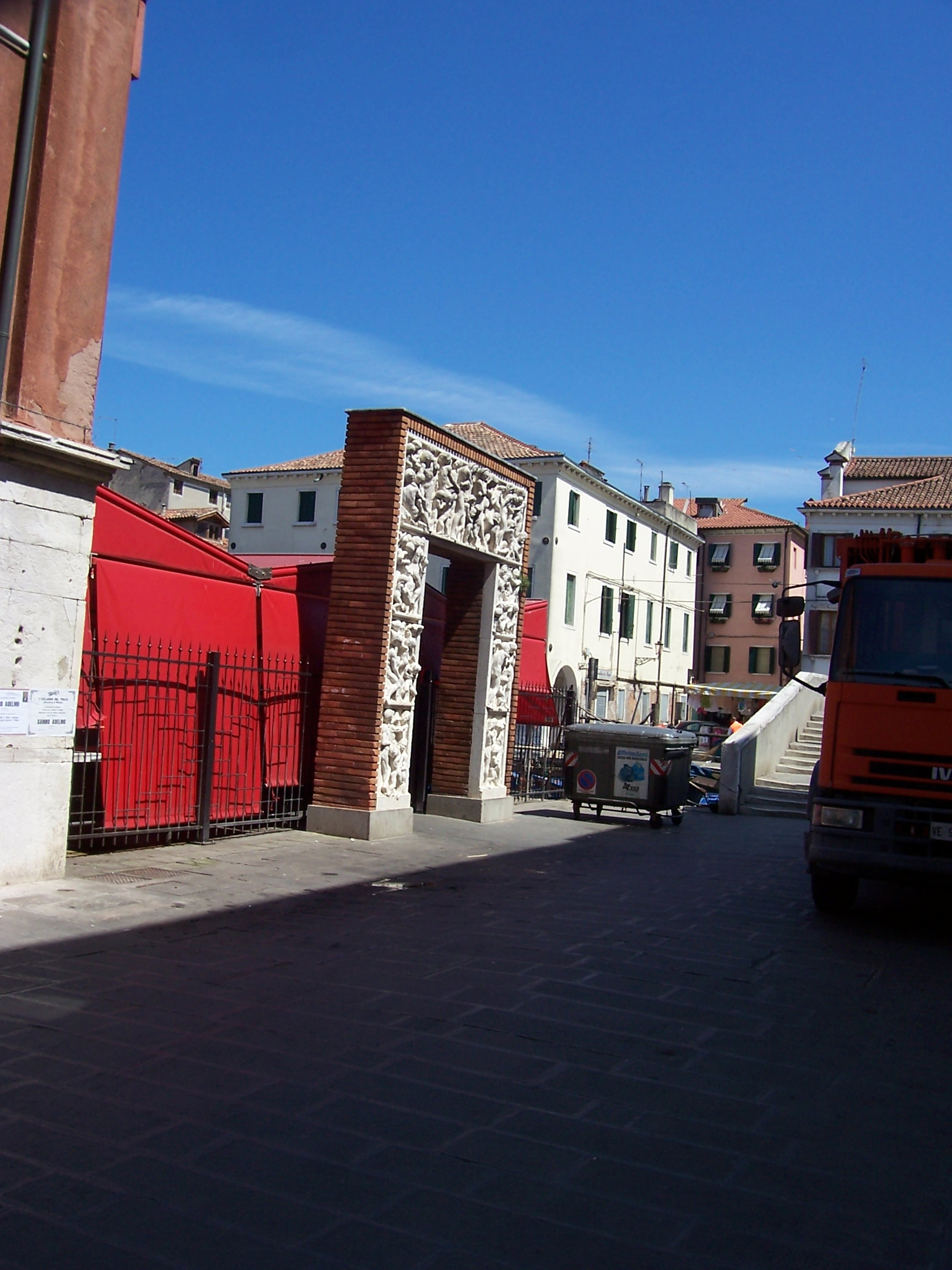
Porte monumentale du marché aux poissons
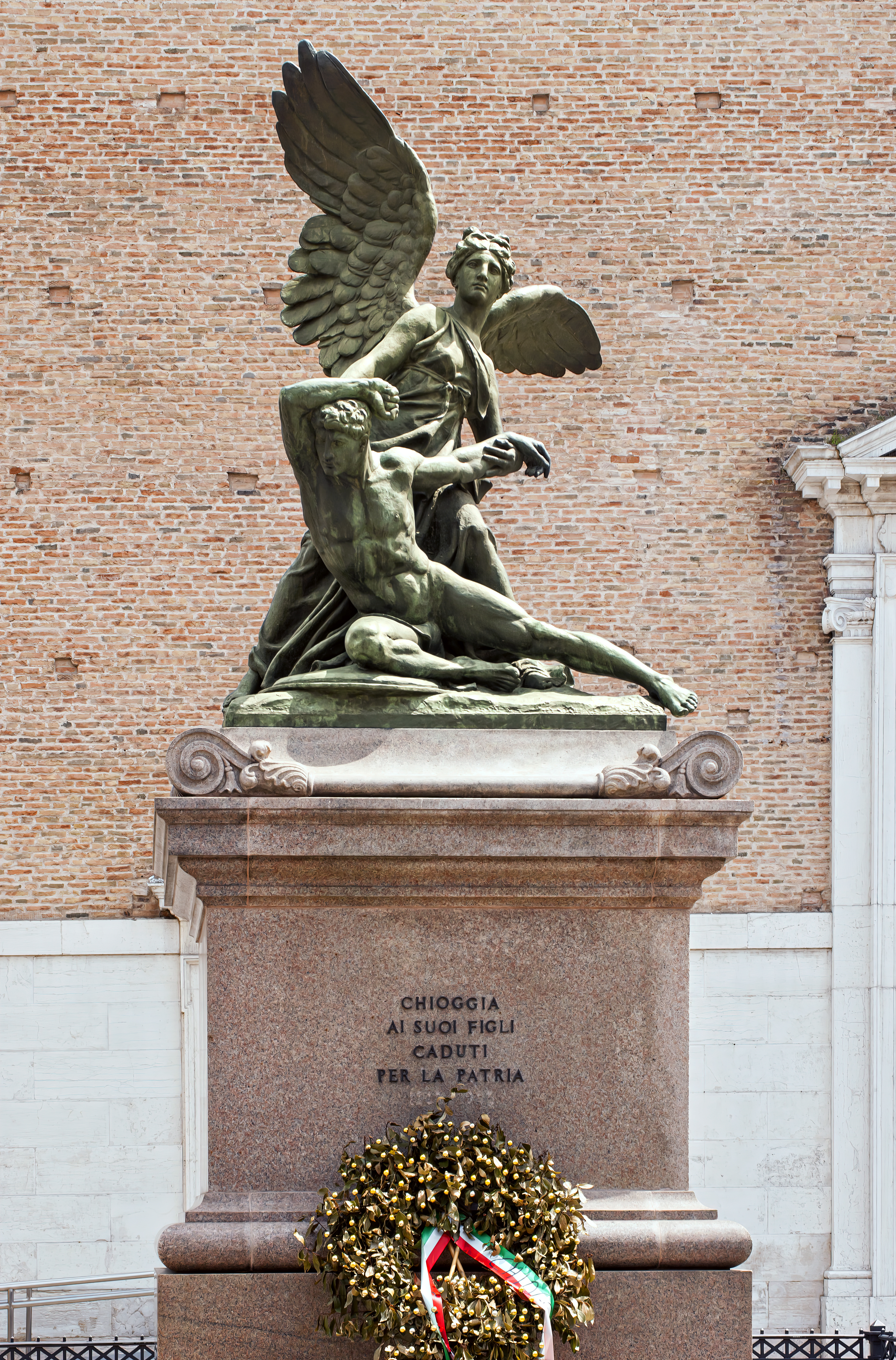
Monument aux morts, Corso del Popolo

### Églises

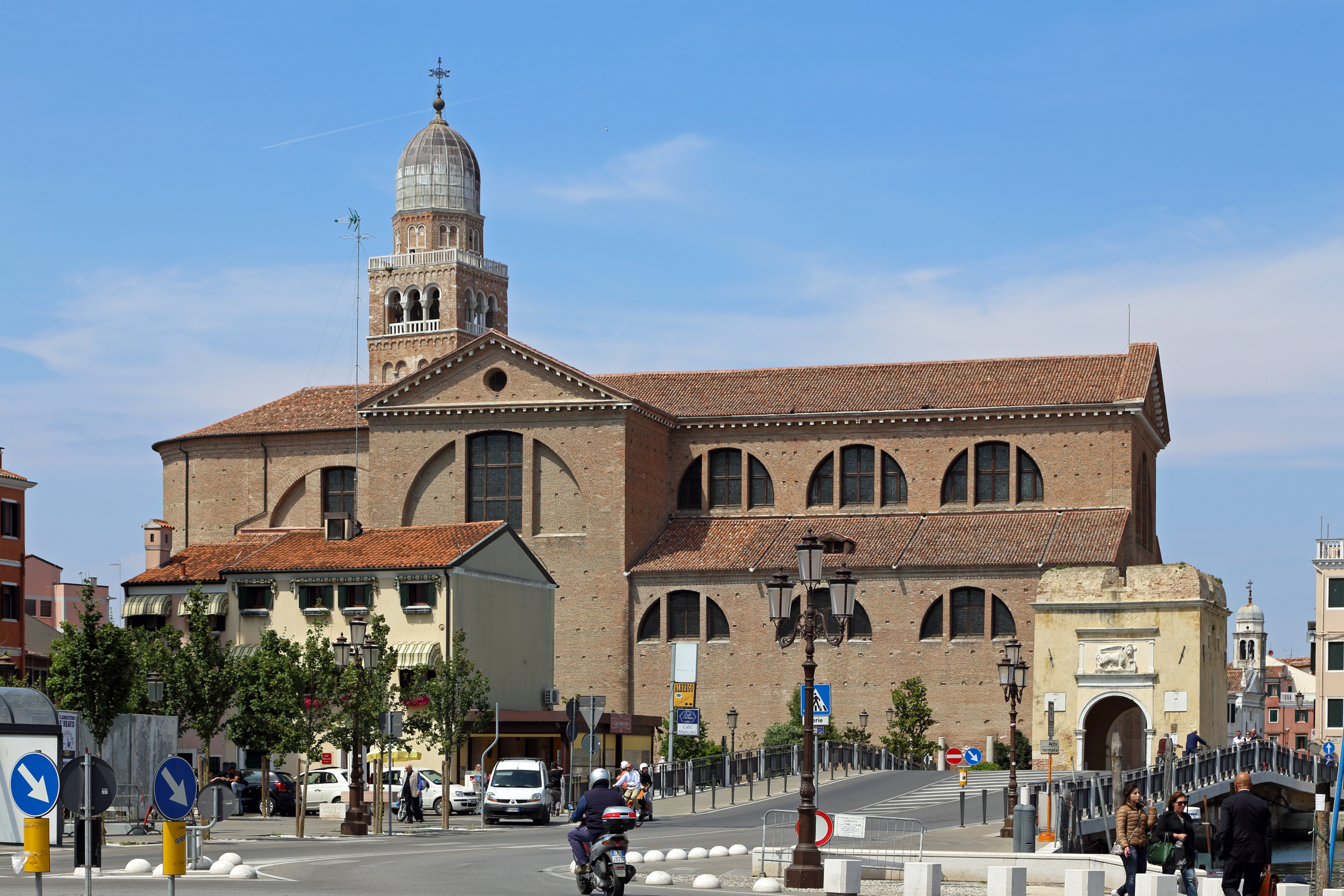
Duomo ou cathédrale Santa Maria Assunta
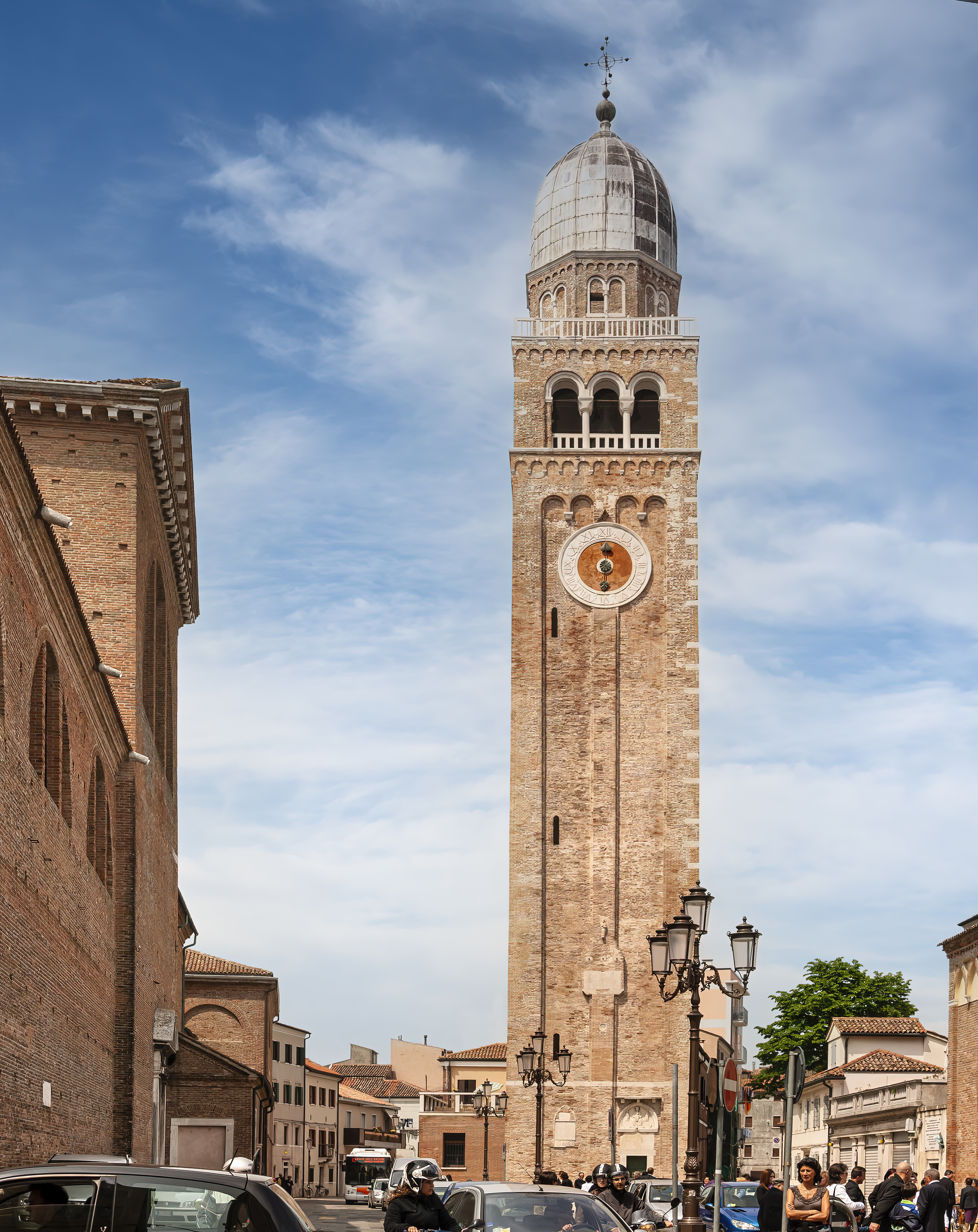
Le campanile de la cathédrale
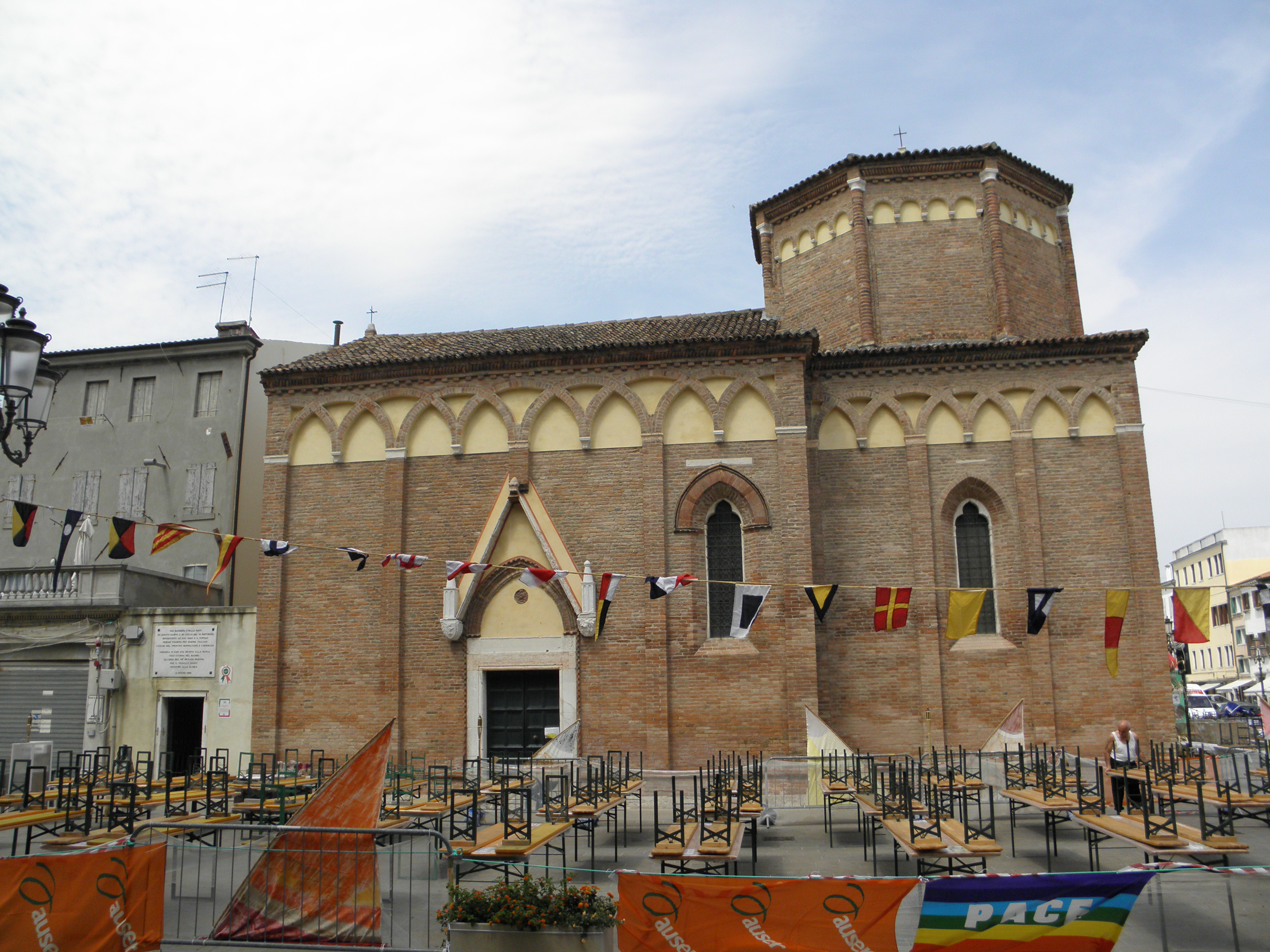
San Martino
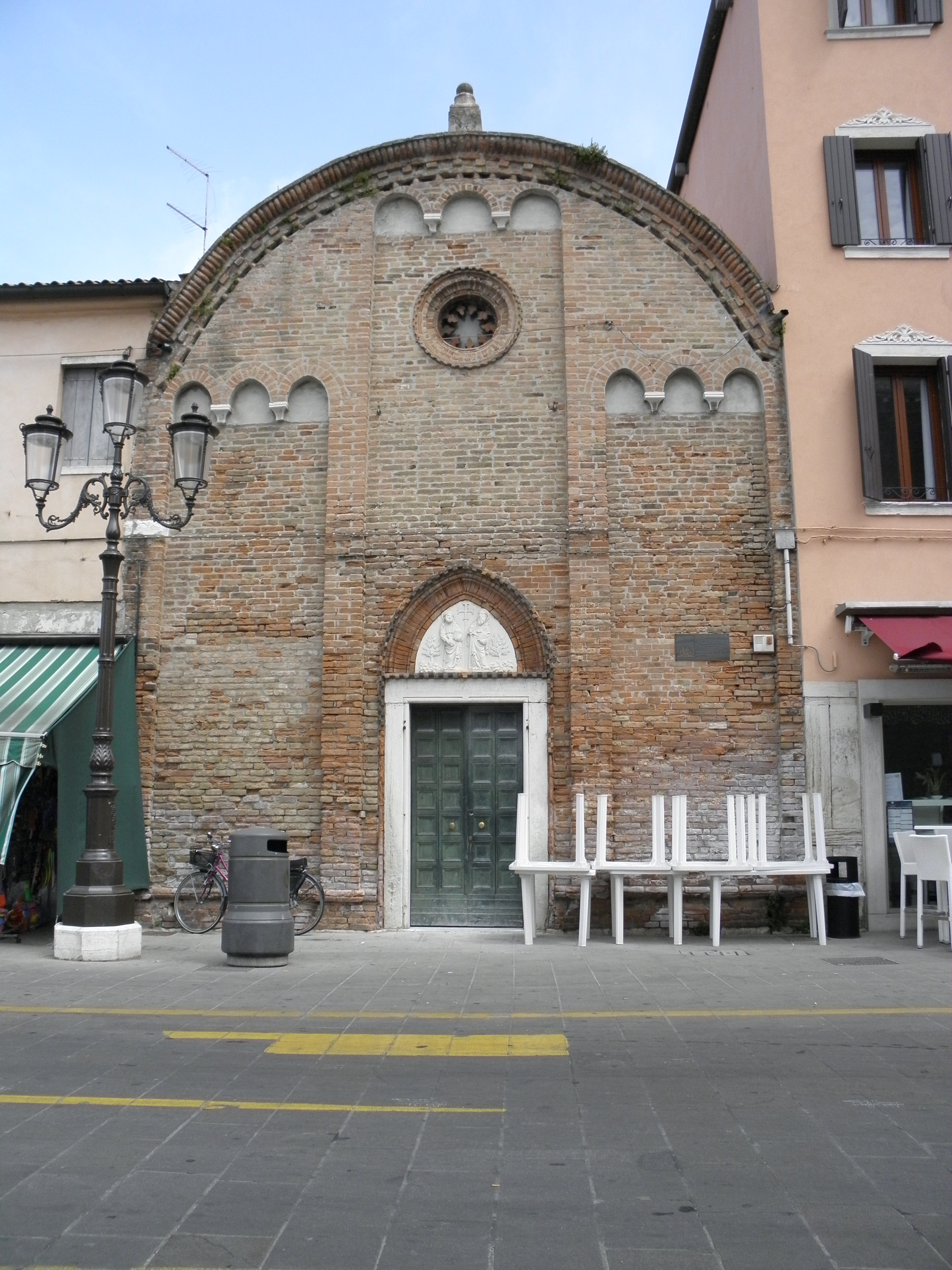
San Pieretto
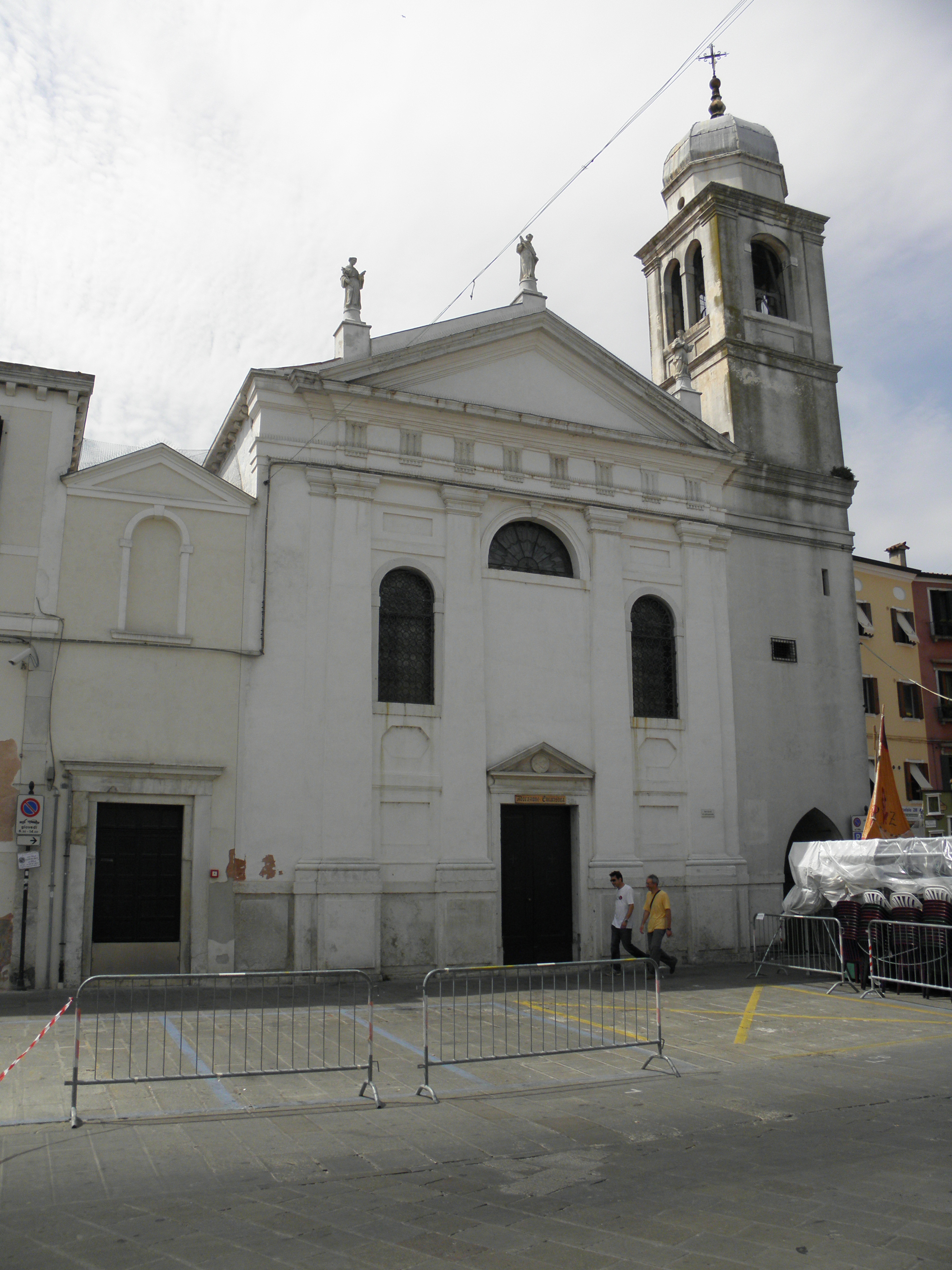
San Francesco
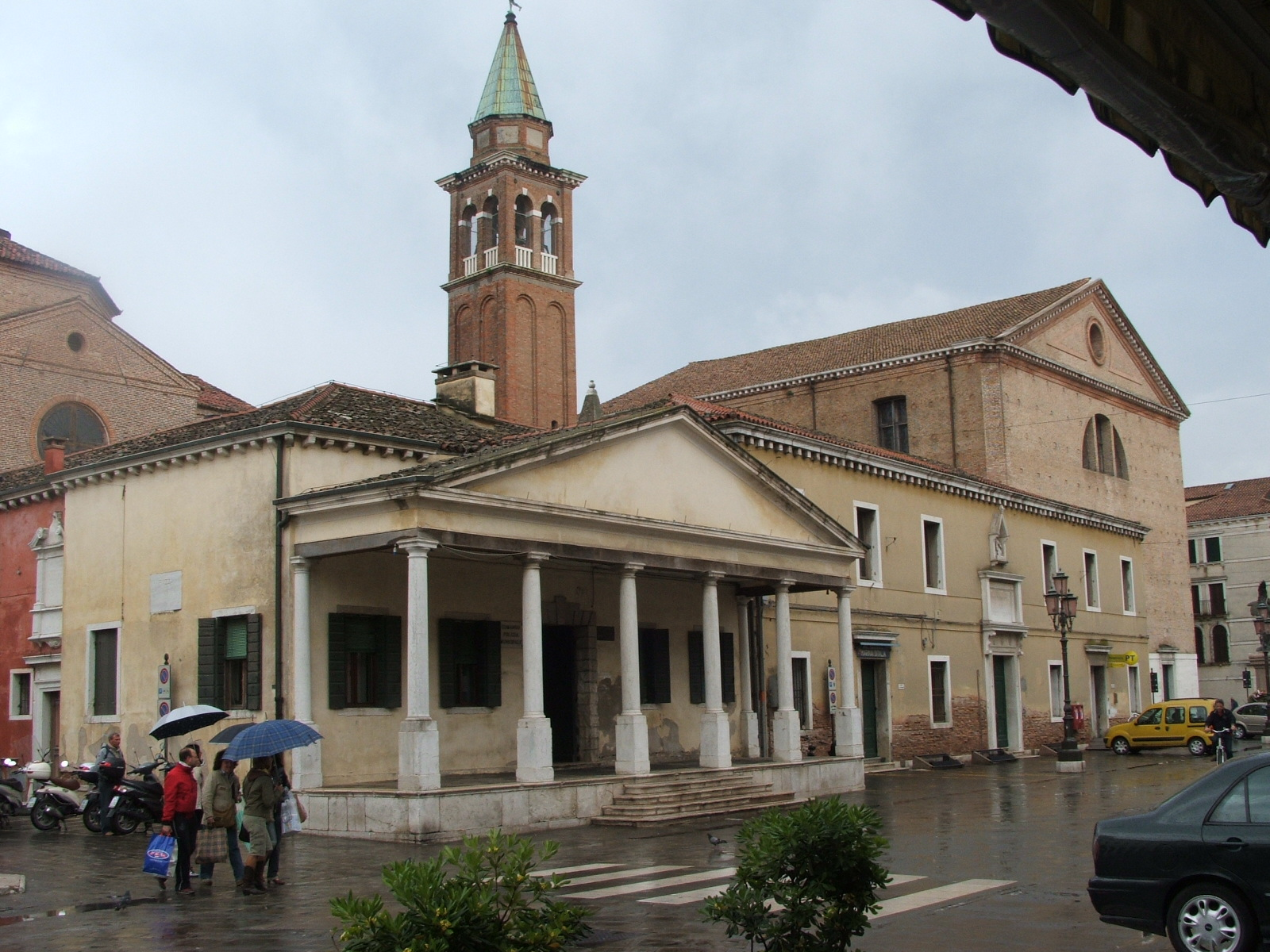
San Giacomo
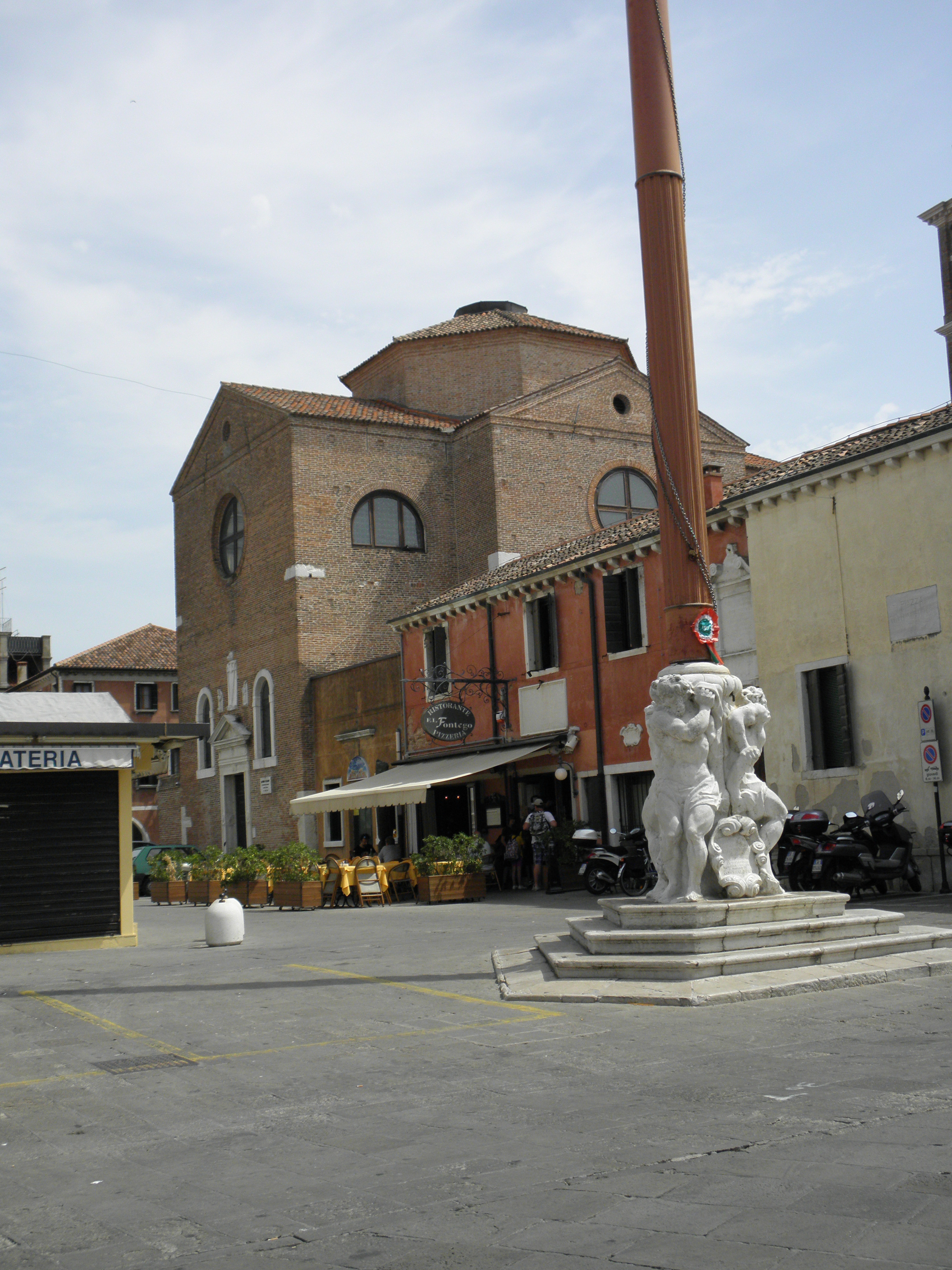
SS. Trinita
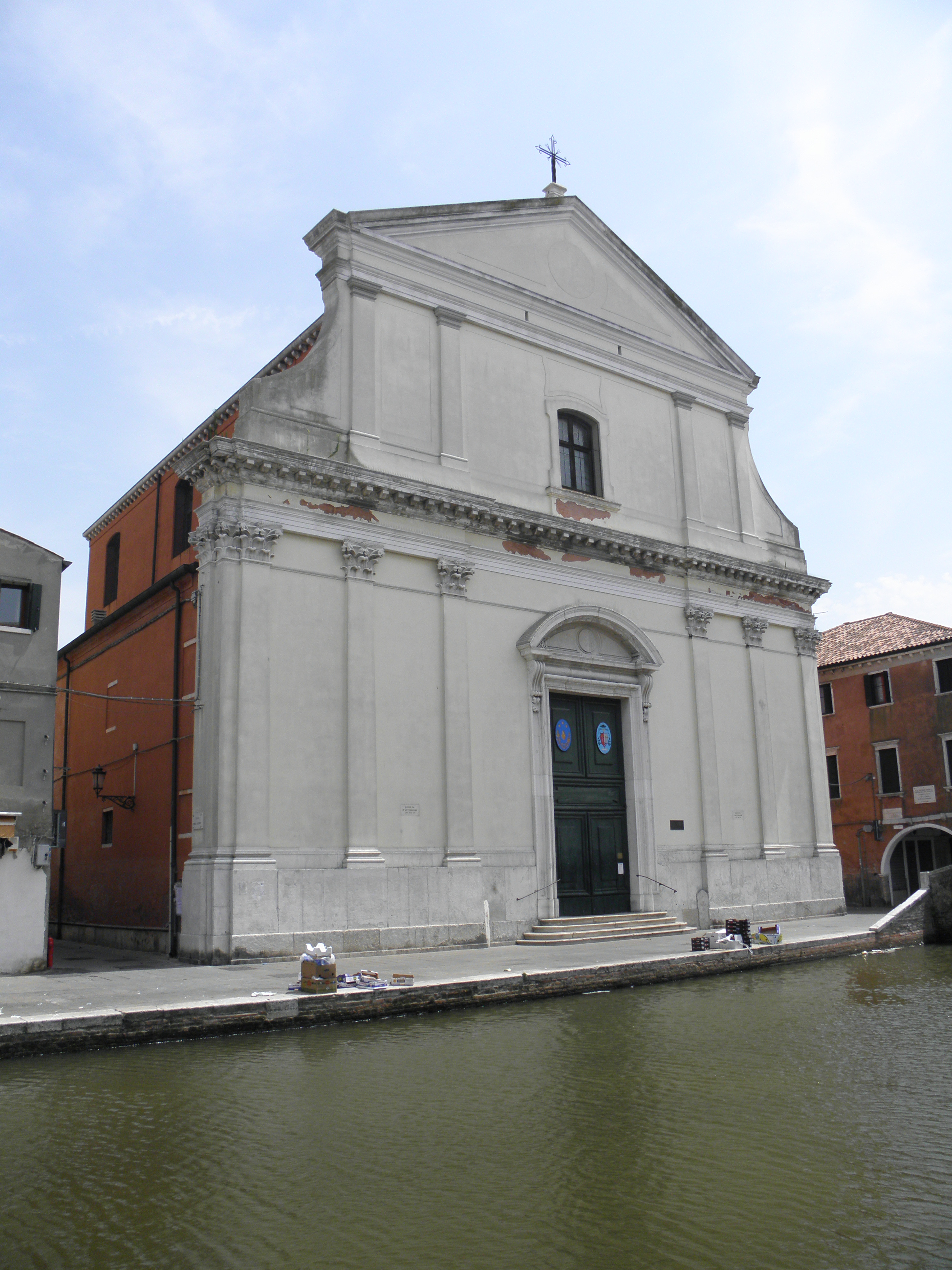
San Filippo Neri
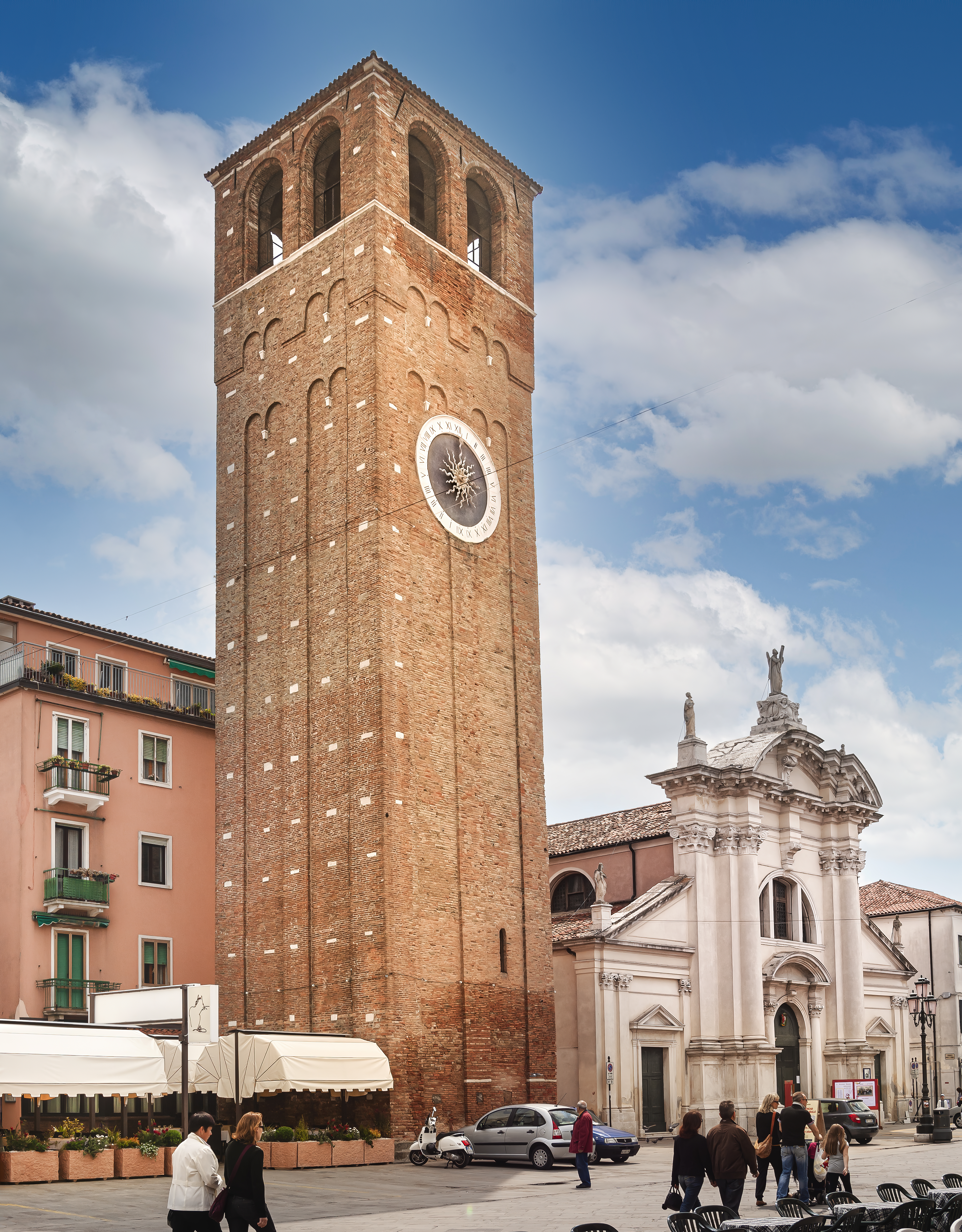
Sant'Andrea Apostolo
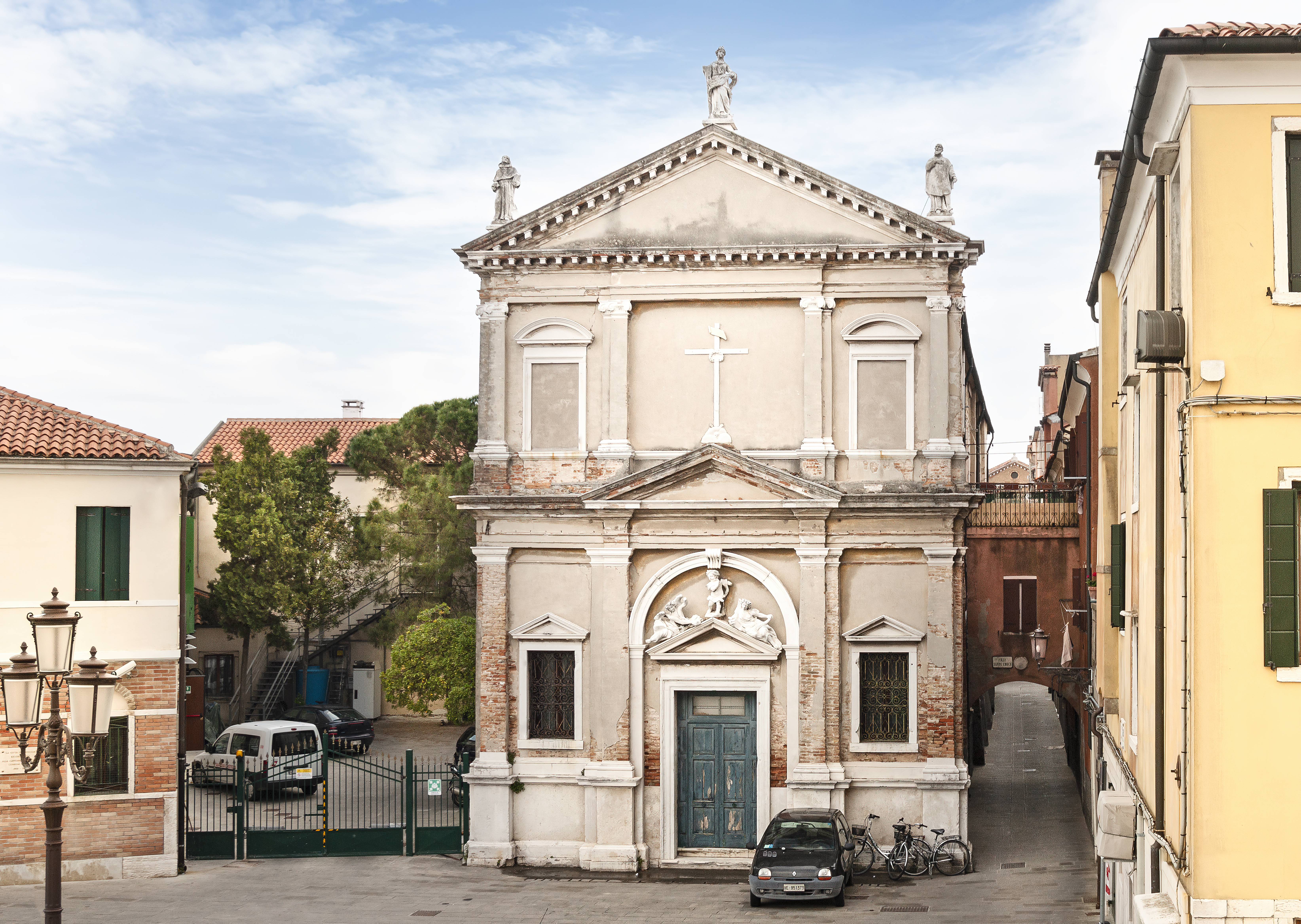
Santa Croce
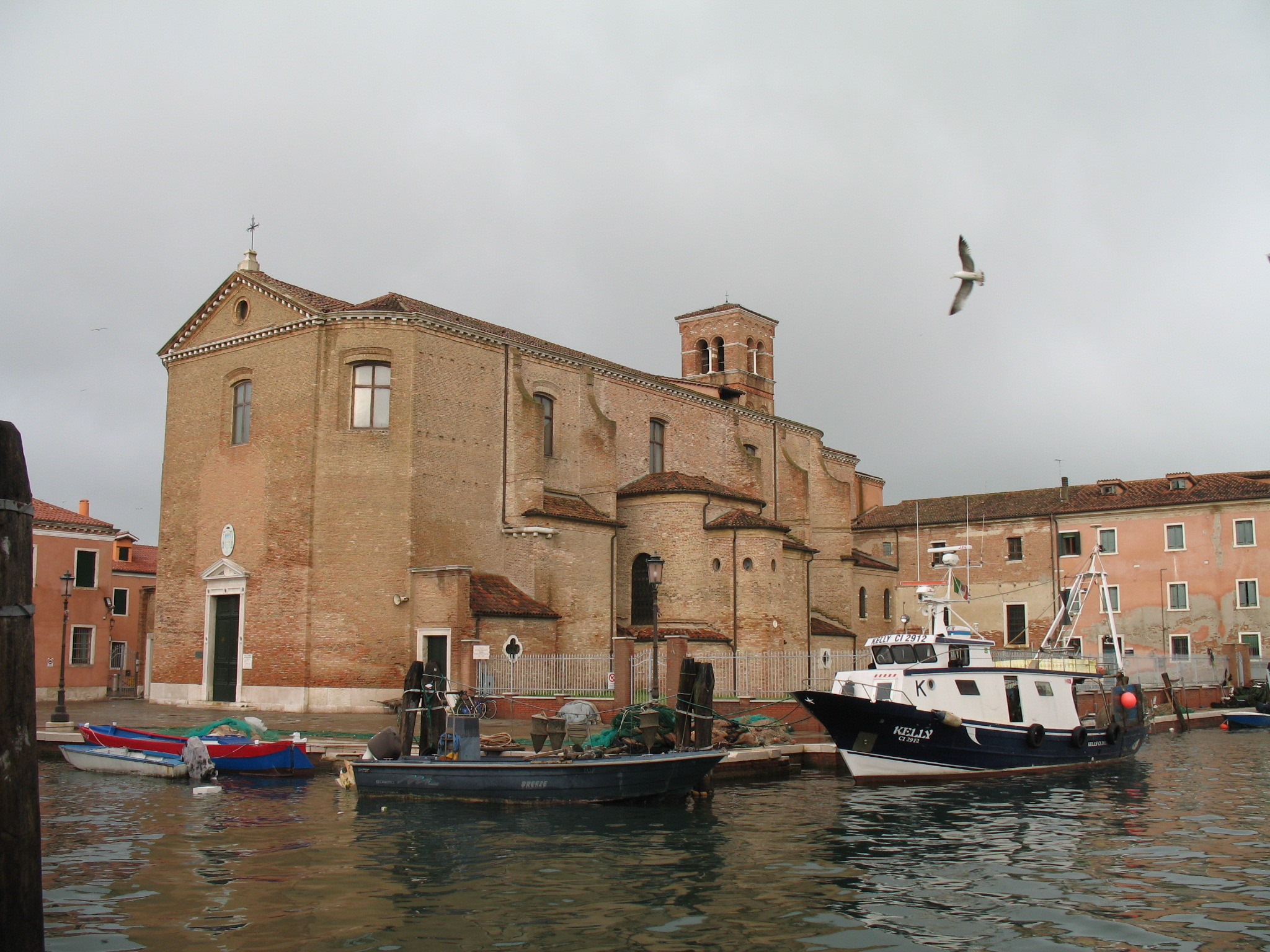
San Domenico
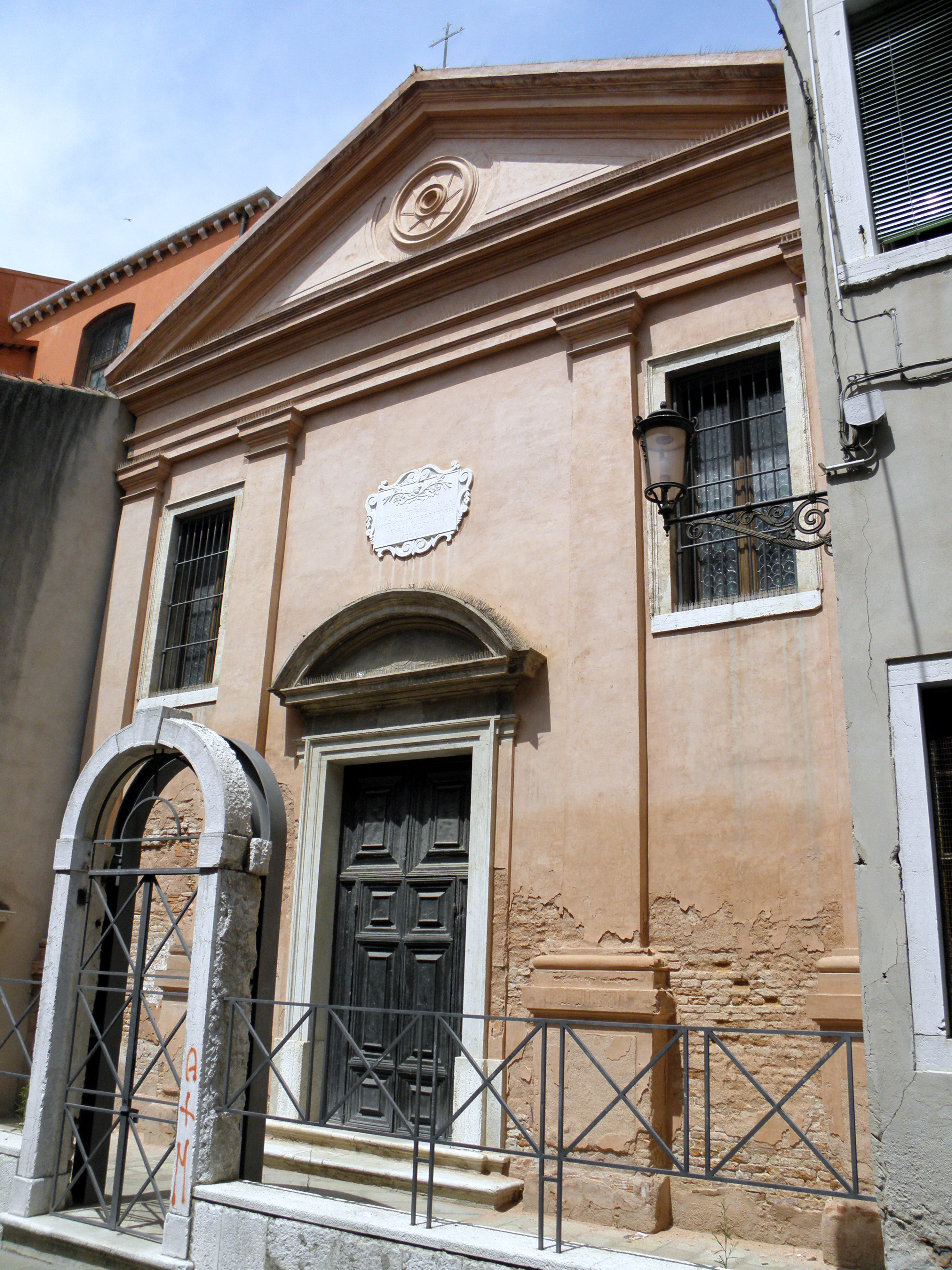
Purificazione di Maria
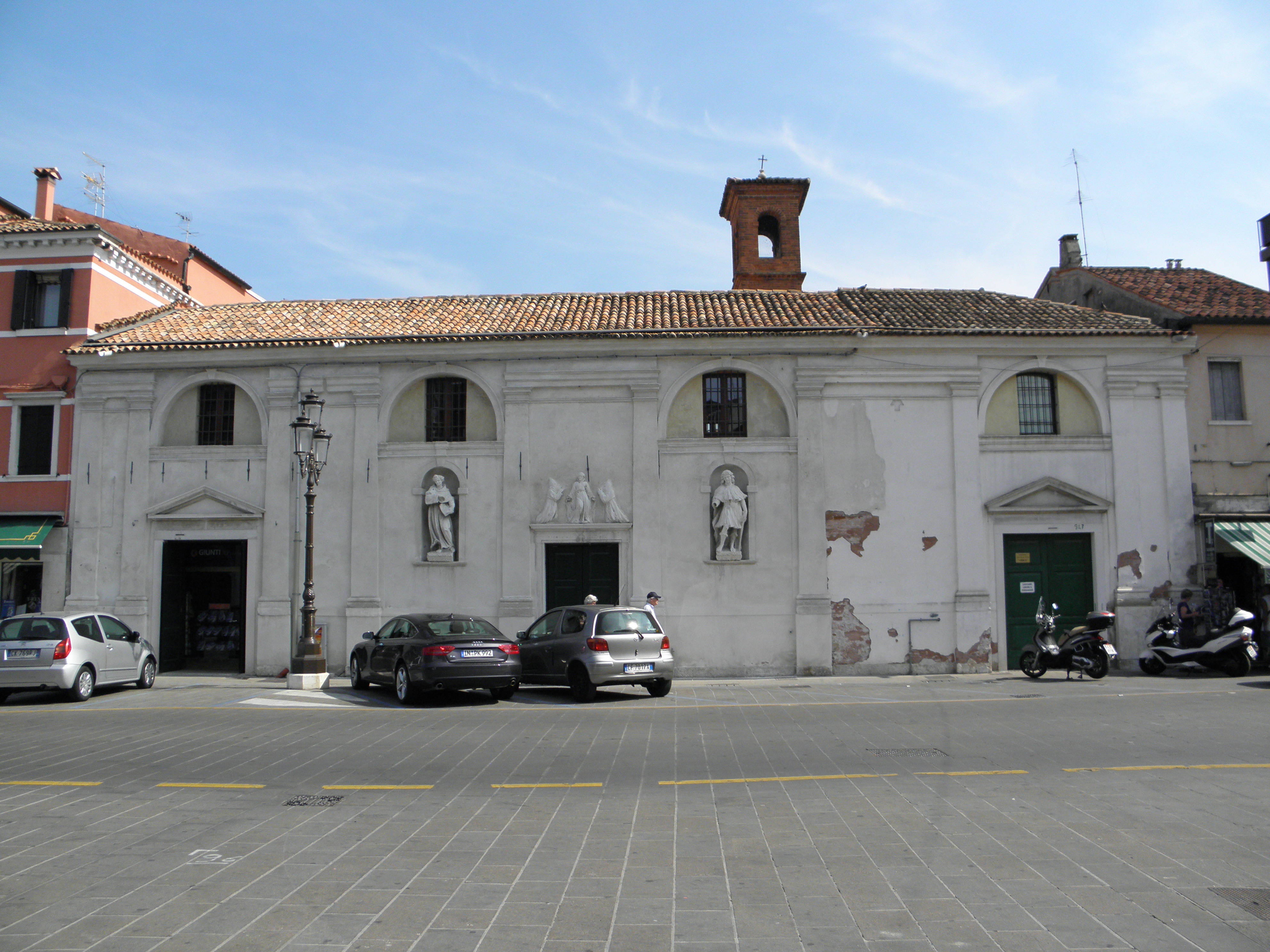
Scuola dei fratelli di S.Francesco
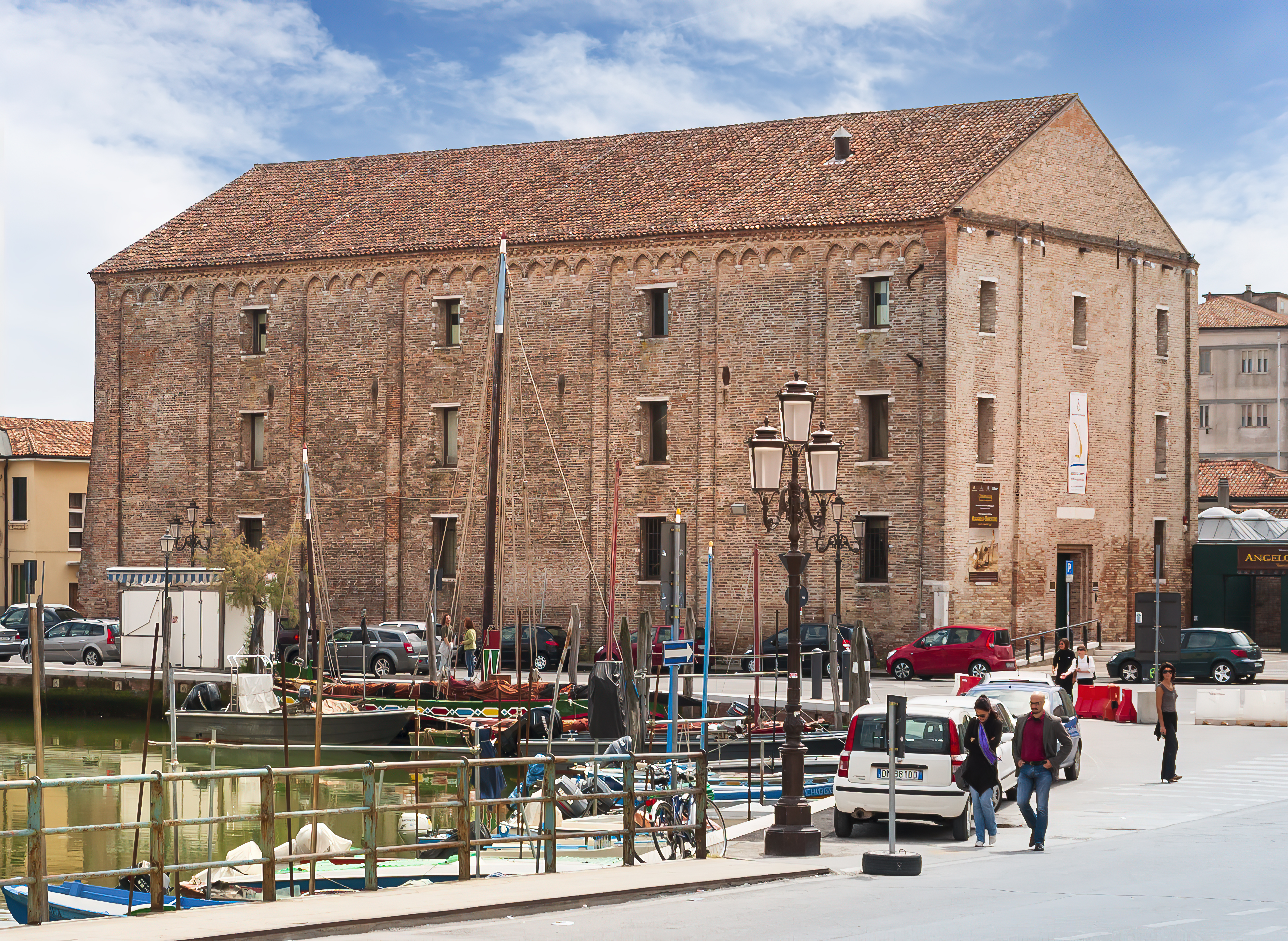
Ancienne église San Francesco fuori le Mura

### Ponts sur le canal Vena

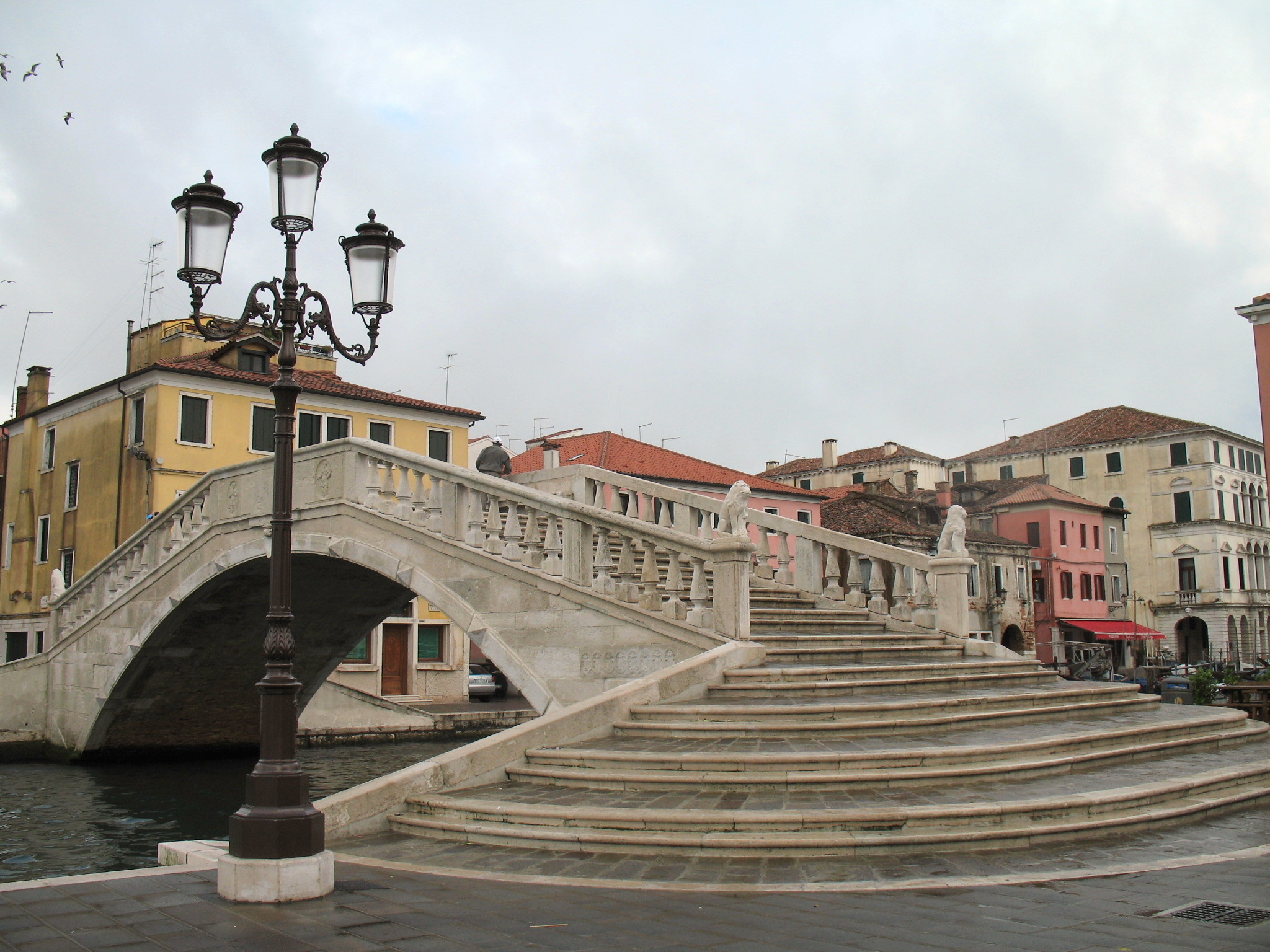
Ponte Vigo
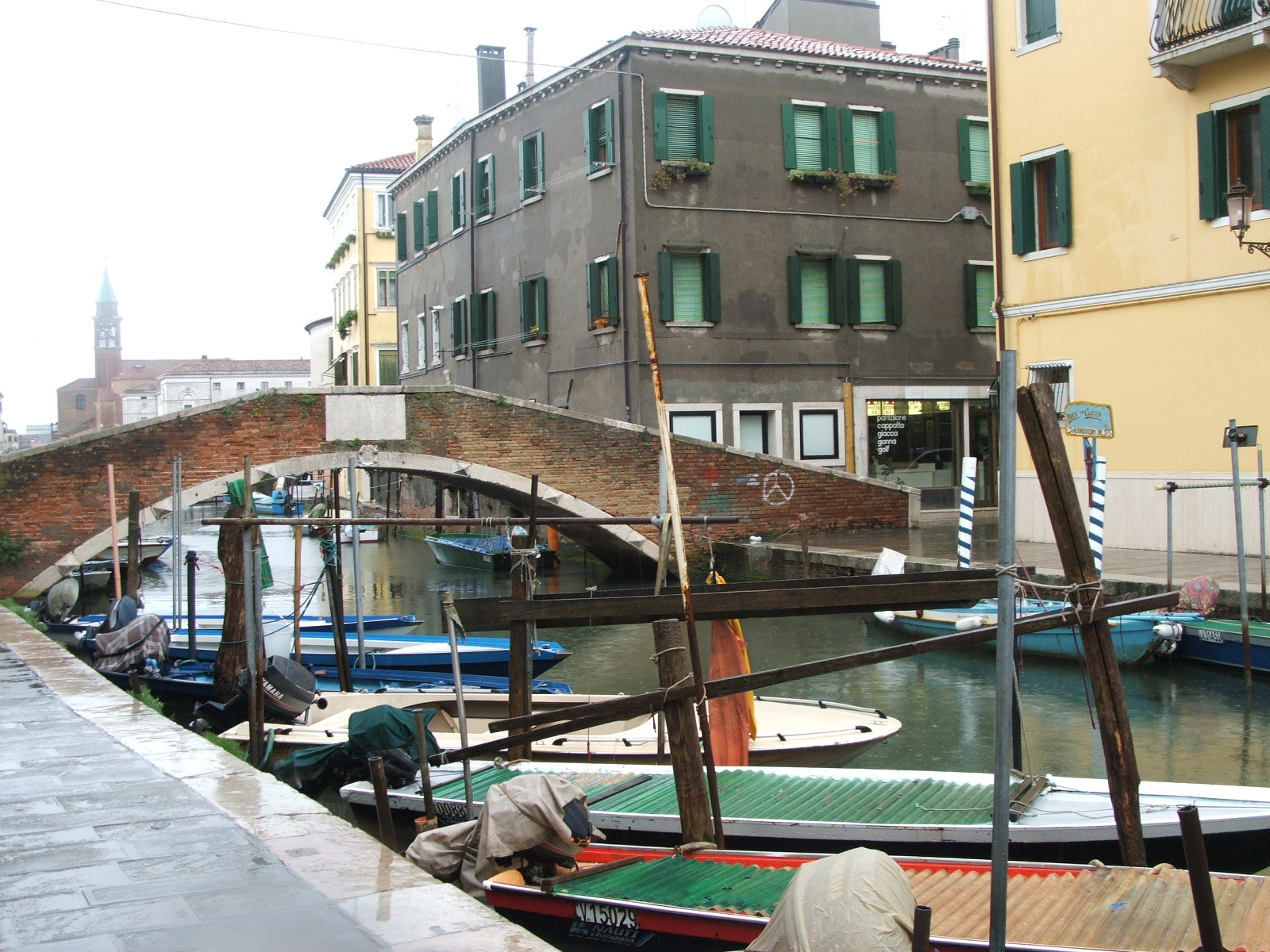
Ponte Caneva
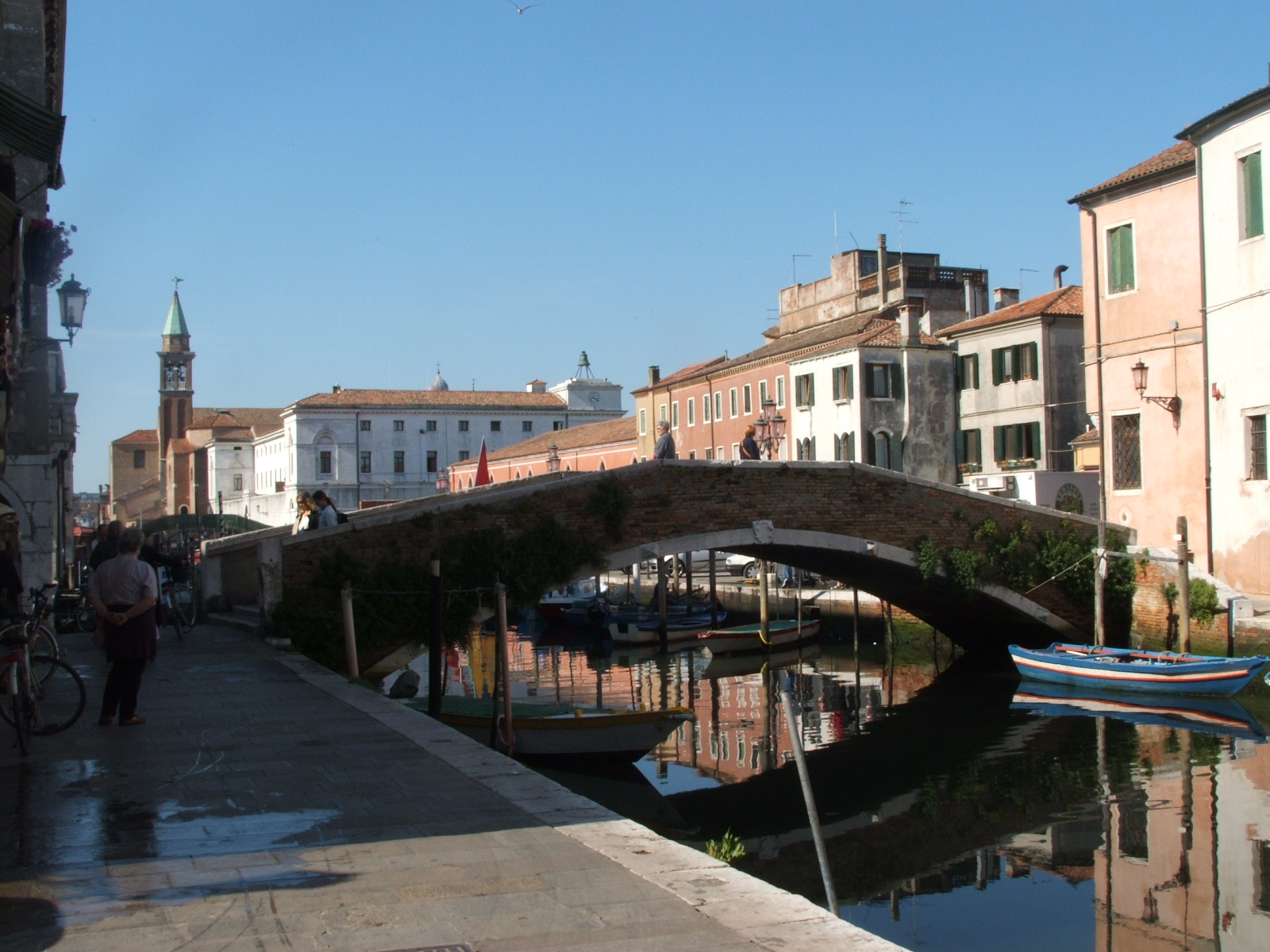
Ponte Sant'Andrea
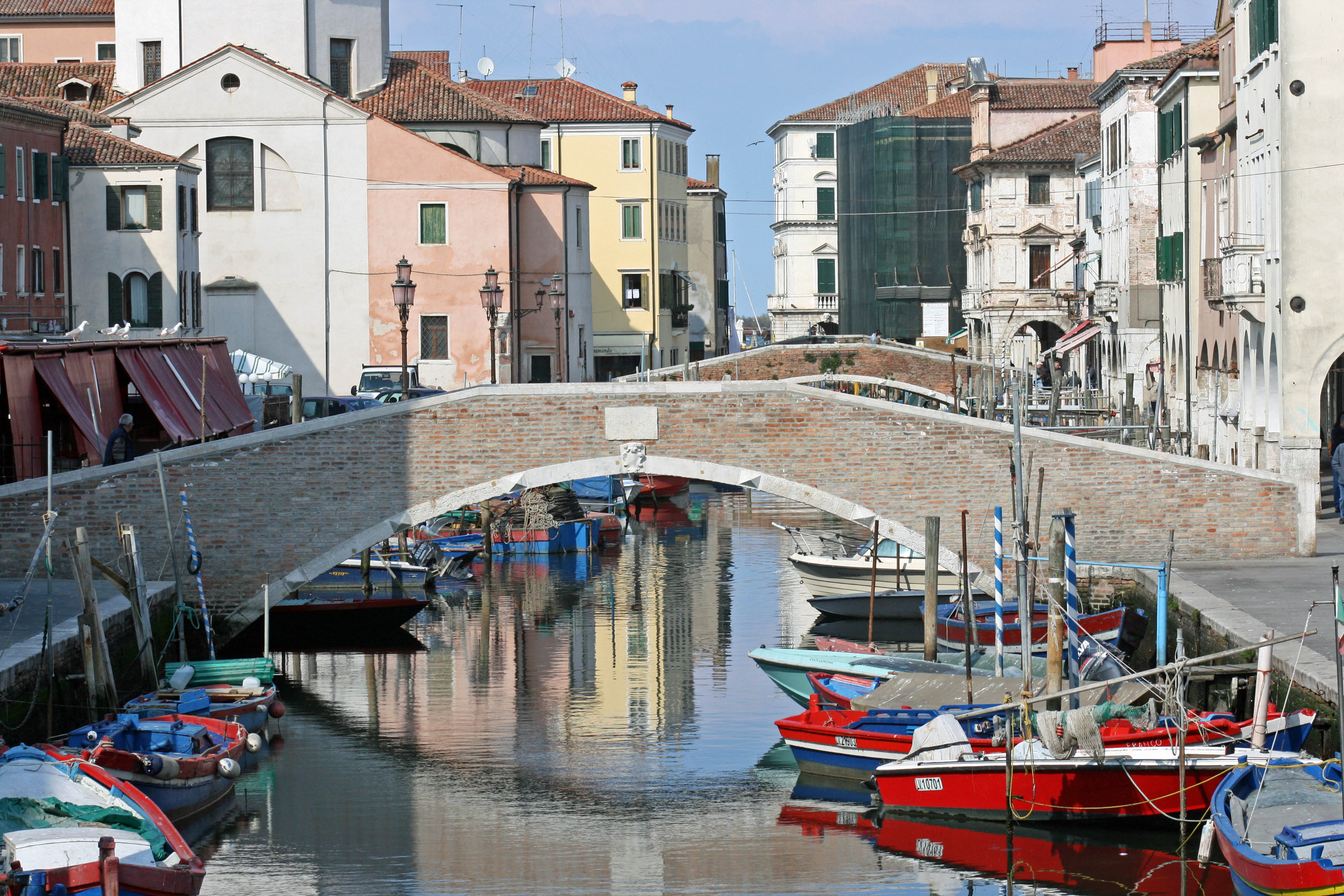
Ponte della Pescheria
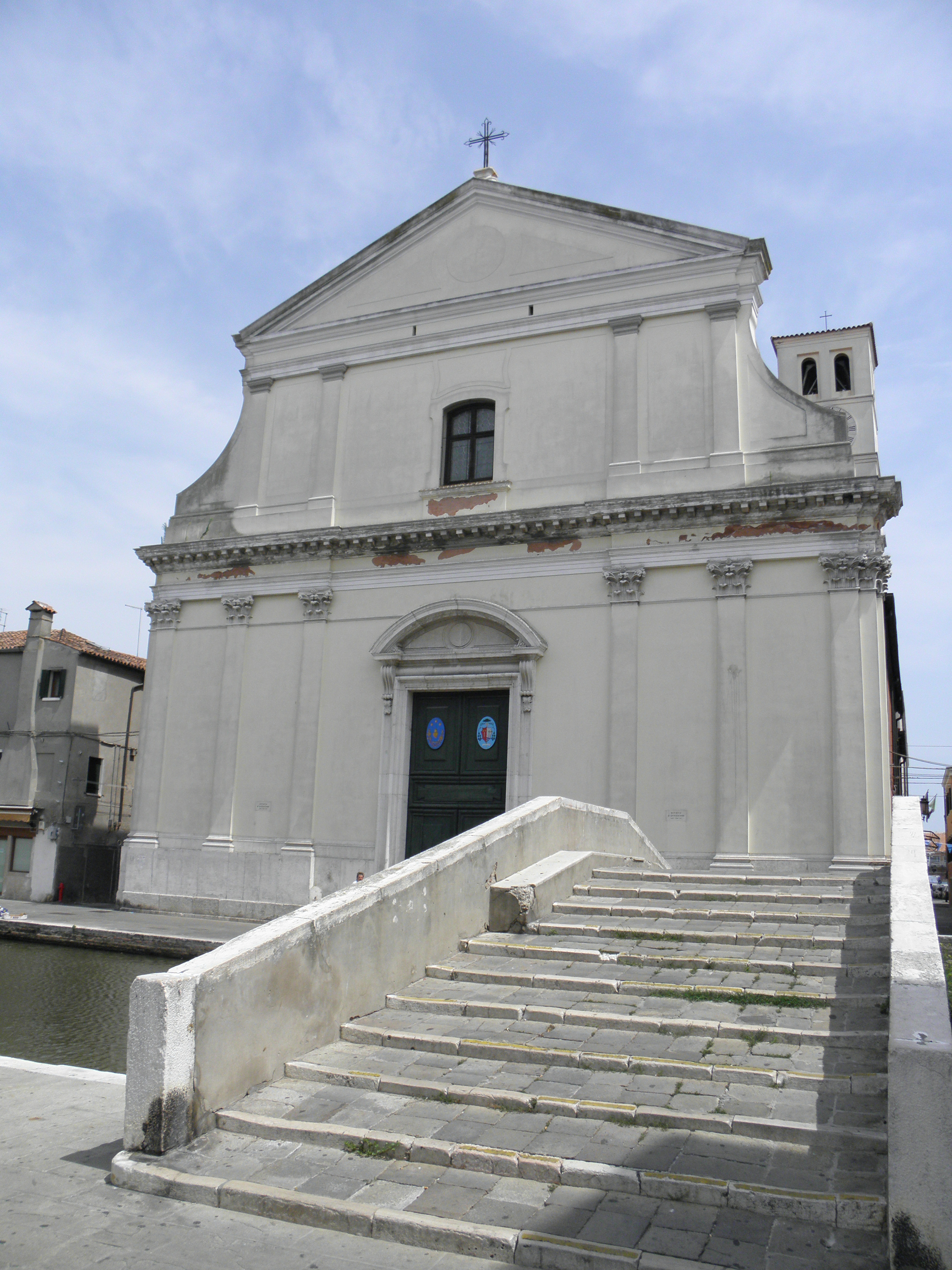
Ponte Filippini
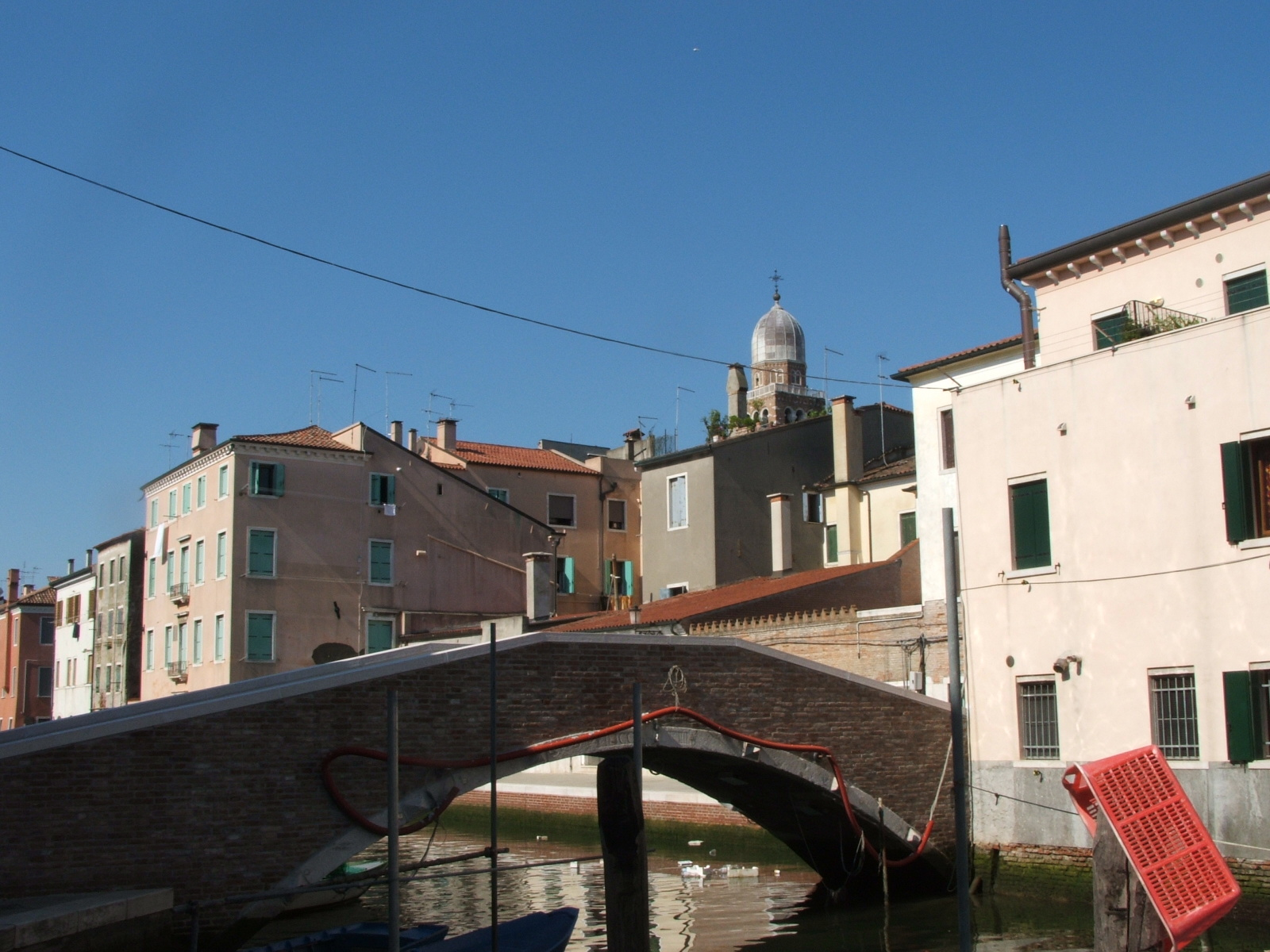
Ponte Scarpa
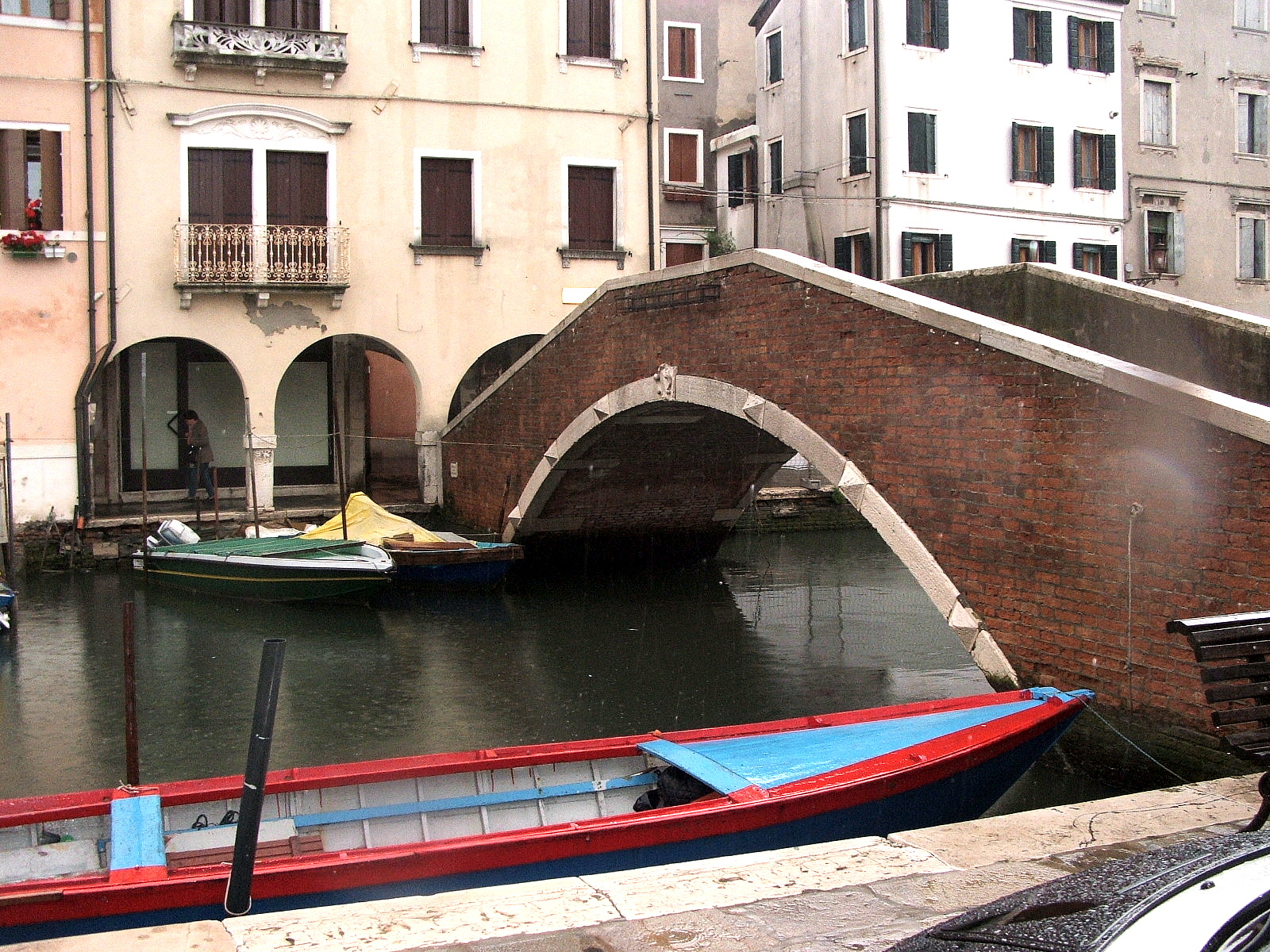
Ponte Zitelle vecchie
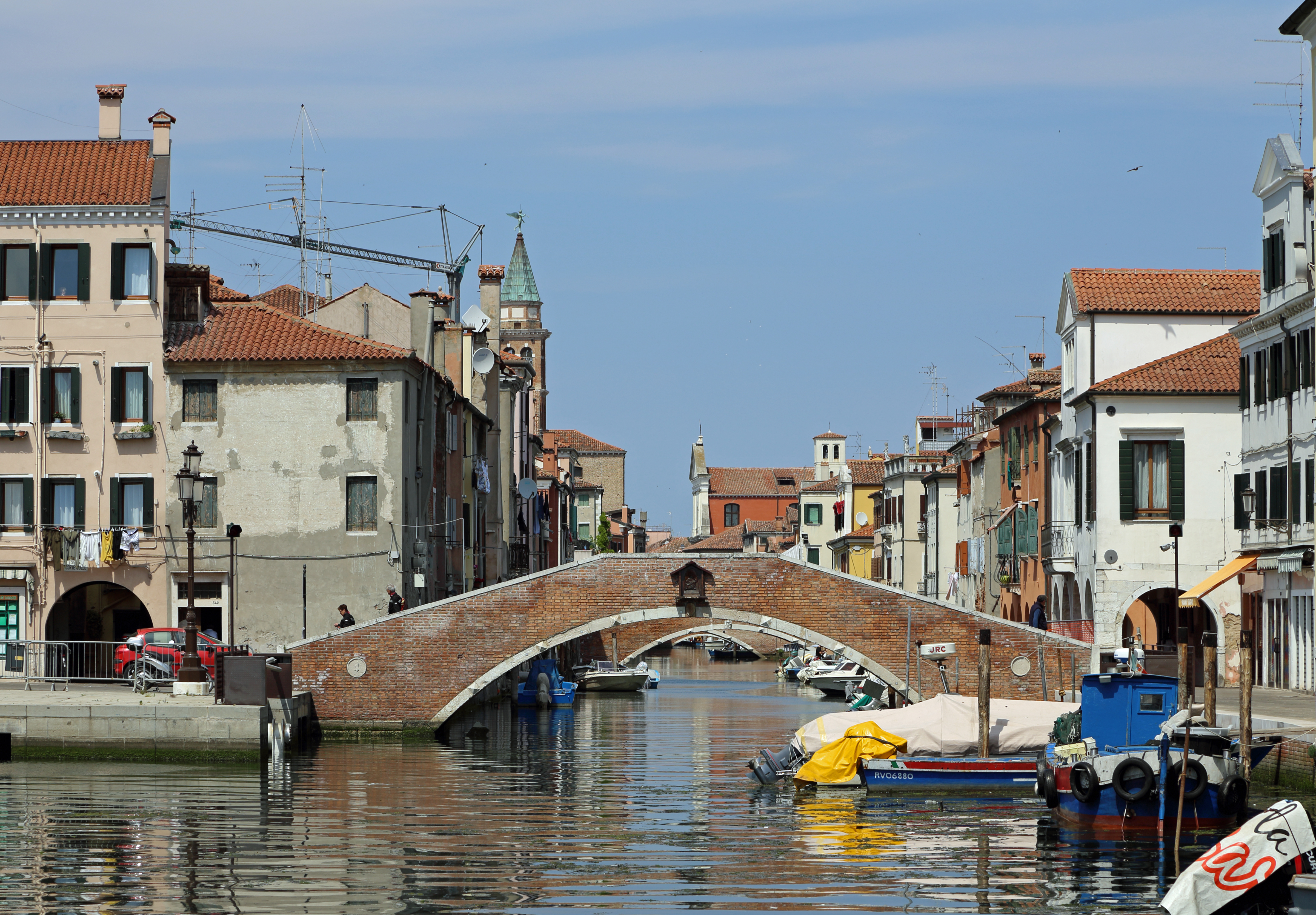
Ponte della Cuccagna

## Économie
La pêche est son activité économique historique de son port (largeur : 400 m, profondeur : 9 m). Il existe cependant des activités industrielles comme : le textile, la métallurgie et la fabrication de briques.
Le tourisme sur Sottomarina, avec soixante hôtels et dix-sept campings est aussi un des principales activités de la ville.

## Événement commémoratif
- La Marciliana, le troisième dimanche de juin qui rappelle la guerre de Chioggia de 1378, avec le traditionnel palio, le défilé en costumes d'époque et les dégustations culinaires locales.

## Administration
| Période                                  | Période  | Identité         | Étiquette                  | Qualité |
| ---------------------------------------- | -------- | ---------------- | -------------------------- | ------- |
| 2011                                     | 2015     | Giuseppe Casson  | coalition de centre gauche |         |
| 2015                                     | 2016     | Giuseppe Casson  | centrisme italien          |         |
| 2016                                     | 2021     | Alessandro Ferro | Mouvement 5 étoiles        |         |
| 2021                                     | En cours | Mauro Armelao    | coalition de centre droit  |         |
| Les données manquantes sont à compléter. |          |                  |                            |         |

### Hameaux
Brondolo, Cà Bianca, Cà Lino, Cavanella d'Adige, Isola Verde, Sant'Anna, Sottomarina, Borgo San Giovanni, Valli Di Chioggia.

### Communes limitrophes
Campagna Lupia, Cavarzere, Codevigo (Padoue), Cona, Correzzola (Padoue), Loreo (Rovigo), Rosolina (Rovigo), Venise.

### Évolution démographique
Habitants recensés

## Personnalités nées à Chioggia
- Jacopo Dondi surnommé Horologius (1293-1359), médecin, inventeur d'une horloge qui marquait, outre les heures, les révolutions du soleil et des planètes et les phases de la lune.

Rosalba Carriera (1675-1757), peintre rococo essentiellement pastelliste. Membre de l'Académie royale de peinture (France)
- Nicolò de' Conti (1395-1469), explorateur, un des premiers européens à parcourir l'Inde et l'Asie du Sud-Est
- Marco Bollesan (1941-2021), joueur de rugby.

## Dans la fiction
- La Petite Venise, un film franco-italien d'Andrea Segre, sorti en 2011, raconte l'histoire de Shun Li, immigrante illégale chinoise, transférée à Chioggia pour travailler comme barmaid dans une taverne (l'Osteria Paradiso qui borde le canal Lombardo) et qui fait la rencontre de Bepi, un pêcheur d'origine slave.
- Chioggia sert de cadre à la pièce de 1762 de Carlo Goldoni, Baruffe a Chioggia.
- La ville est aussi le décor de la série Je déteste Noël (Odio il Natale) de 2022 sur Netflix.